# ハイデルベルク
ハイデルベルク（Heidelberg ドイツ語発音: [ˈha‿idl̩bɛrk]）は、ドイツ連邦共和国バーデン＝ヴュルテンベルク州北西部に位置する都市。ライン川とネッカー川の合流点近くに位置する。ネッカー川及び旧市街を見下ろす高台にあるかつてのプファルツ選帝侯の宮廷であった城跡や、ドイツで最も古い大学ループレヒト＝カールス大学で知られ、世界中の数多くの観光客や学者を惹きつけている。人口140,000人強のこの都市は、バーデン＝ヴュルテンベルク州で5番目に大きな都市である。この都市は郡独立市であると同時にライン＝ネッカー郡の郡庁所在地でもある。ハイデルベルクが近隣のマンハイムやルートヴィヒスハーフェン・アム・ラインと形成する人口密集地域はライン＝ネッカー大都市圏と呼ばれている。第二次世界大戦の被害を受けなかったドイツの数少ない街の一つとして知られる。地名は恐らく、山腹の森に生えていたコケモモ（上部ドイツ語方言でdie Heidel、標準ドイツ語でHeidelbeere）に因むものであろう。

## 地理

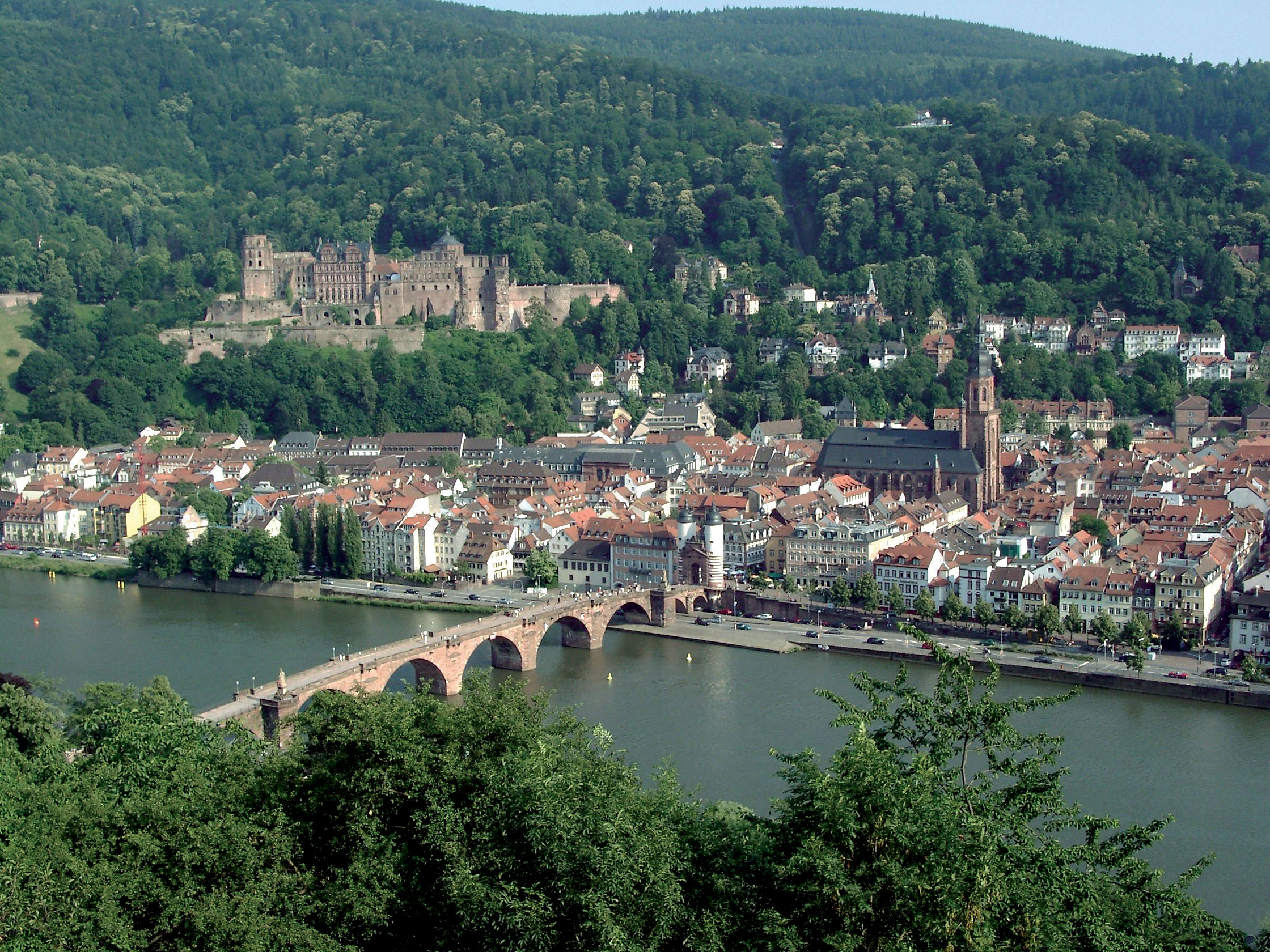
ハイデルベルク旧市街

ハイデルベルクは、ネッカー川下流域、オーデンヴァルトからオーバーライン地溝帯に流れ出る位置にあたる。ネッカー川は市内を東から西に向かって流れている。ネッカー川の右岸に標高445mの山、ハイリゲンベルクがある。ネッカー川の河口は約22km北西にあり、マンハイム市内でライン川に注いでいる。20世紀に入って合併した集落が、オーデンヴァルトの縁を通るベルクシュトラーセ沿いに位置している。
フランケン地方北西部に属し、住民構成は南の高地ドイツ語のうち上部ドイツ語に属する南フランケン語（上部フランケン語）や、北の中部ドイツ語に属するクーアプファルツ語（プファルツ語）を境界線として使用するフランケン人が大部分を占める。また、15km先の南西部にシュパイアーがある。
ハイデルベルクは、ヨーロッパ広域道路E1号線（スウェーデン中部 – ウンブリア）に面している。

### 動植物
ハイデルベルクは、ドイツで最も暖かい地方にあり、植えられたアーモンドやイチジクあるいはオリーブの木が育っている。旧市街の対岸で、多くの植物が生育する「バルコニー」は、「哲学者の道」と呼ばれる。ここでは2000年にブドウ栽培が再び始められ、成功している。
この他に、ハイデルベルクには、最近帰化して野生化したワカケホンセイインコやサカツラガンがいる。これらは特にベルクハイムのネッカー川の小島やネッカー川沿いの草地で見られる。（こうした帰化動物は自然保護の観点から多くの問題を抱えている）

### 地域行政の構成
ハイデルベルクはライン=ネッカー郡の郡庁所在地である。この都市自身は、カールスルーエ行政管区に属する郡独立市である。ハイデルベルクは、ライン＝ネッカー大都市圏に含まれる。この大都市圏は、ヘッセン州南部、ラインラント＝プファルツ州のフォルダープファルツ地方、バーデン＝ヴュルテンベルク州の2つの郡独立市マンハイムとハイデルベルクならびにライン＝ネッカー郡の西部及び南部の市町村が含まれており、ライン＝ネッカー＝ドライエックとして知られる経済圏の大部分を占める。2005年にライン＝ネッカー＝ドライエックは、ヨーロッパの大都市圏となった。
ライン＝ネッカー地域内では、ハイデルベルクとマンハイムが上級中心である。バーデン＝ヴュルテンベルク州の2002年ラント開発計画によれば、バーデン＝ヴュルテンベルク州全体で14都市が上級中心都市に指定されている。上級中心都市としてのハイデルベルクが管轄する市町村は、ドッセンハイム、シュリースハイム、ヴィルヘルムスフェルト、ヘッデスバッハ、ハイリヒクロイツシュタイナハ、シェーナウ、ネッカーゲミュント、ヴィーゼンバッハ、バンメンタール、ガイベルク、ライメン、ヌスロッホ、ザントハウゼン、エッペルハイムであり、地方行政構造の中間的な地域範囲を統括する機能を有している。

### 隣接する市町村
以下の市町村が、ハイデルベルク市と直接境を接している。西から時計回りに列記する。エーディンゲン＝ネッカーハウゼン、ドッセンハイム、シュリースハイム、ヴィルヘルムスフェルト、シェーナウ、ネッカーゲミュント、バンメンタール、ガイベルク、ライメン、ザントハウゼン、オフタースハイム、プランクシュタット、エッペルハイム（以上、すべてライン=ネッカー郡）、およびマンハイム。

### 市の構成

ハイデルベルク市区地図

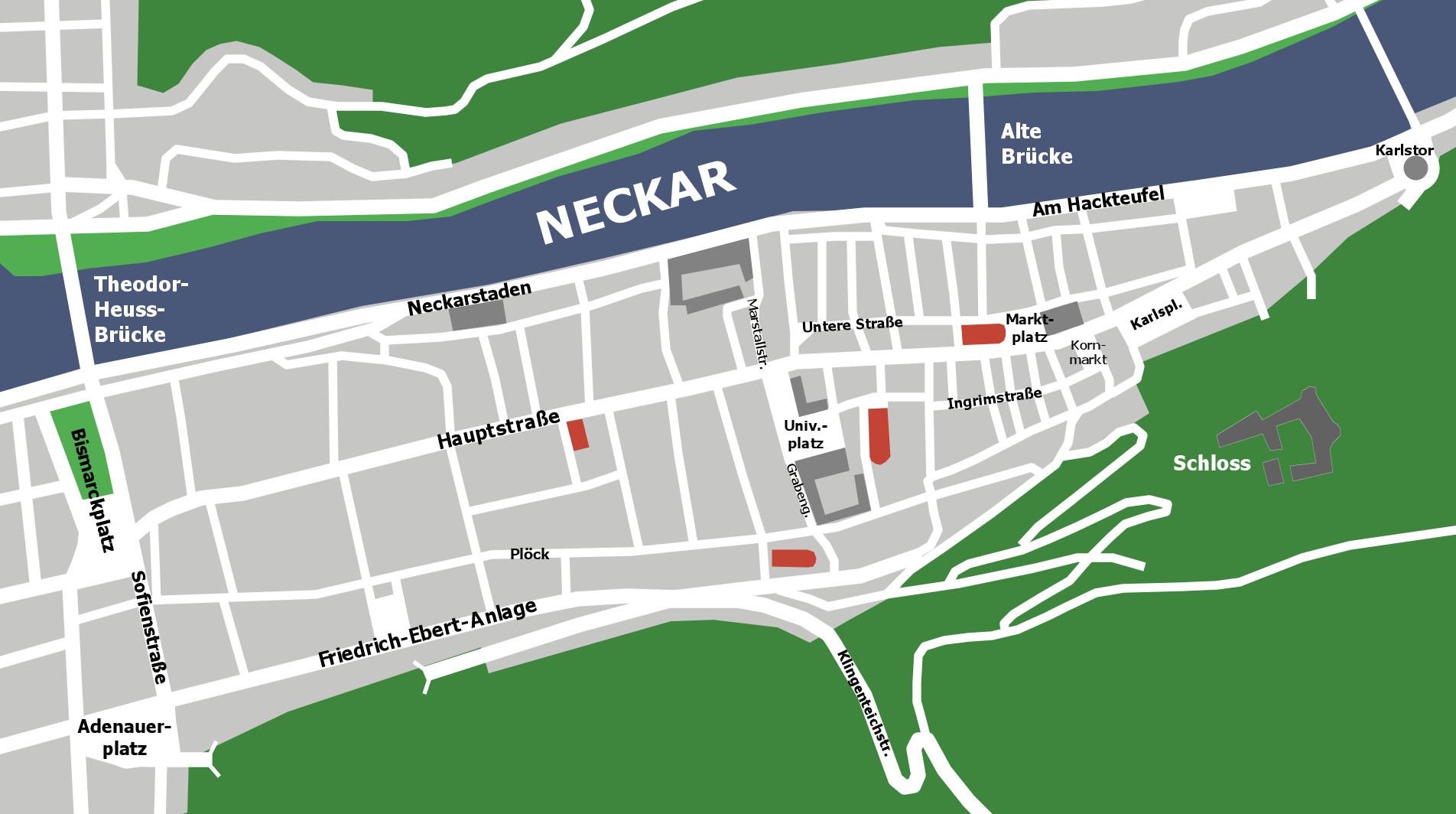
ハイデルベルクのアルトシュタット地図

ハイデルベルクは15市区、47街区からなる。これらは1975年に合併するまで独立した町村であった7つのブロックに属している。市区はさらに細かく分かれた居住区などに分類される。

#### インネンシュタット
ハイデルベルクの最も古い部分はアルトシュタット（旧市街）である。旧市街はネッカー川の南岸にあり、ネッカー川とケーニヒシュトゥールの間に位置する市の歴史的中核部がここに含まれる。ハイデルベルク城をはじめとするこの街の見所のほとんどがアルトシュタットにある。この市区には、この外側に位置するモルケンクール、コールホーフ、シュパイアーラー・ホーフといった地域が含まれる。
アルトシュタットとともにインネンシュタットを形成する市区は、アルトシュタットの西側にあたるベルクハイム区である。かつてベルクハイム村だったこの地区の歴史はアルトシュタットよりも古い。人が定住した跡は石器時代にまで遡る。ベルクハイムは769年のロルシュ文書に初めて記録されている。1392年にベルクハイム村は廃止され、住民たちはただちに首都ハイデルベルクに強制的に移住させられた。

#### 中心部
インネンシュタットのすぐ南西にヴェストシュタット区、南にジュートシュタット区が位置している。これらの市区は、工業化の時代や第二次世界大戦後の急速な人口増加によって造られた。ジュートシュタットには、著名な人物が埋葬されているベルクフリートホーフ（山の墓地）が設けられている。この他、特筆すべきは、米軍兵士の家族が多く住むジュートシュタットのマーク=トウェイン＝ヴィレッジやアメリカ人が多く務めるキャンベル兵舎（これもジュートシュタット）である。
現在ではヴェストシュタットの西に隣接してバーンシュタット区が造られている。

#### 南部
さらに南には、ハーゼンライザーを含むロールバッハ区とビアヘルダー・ホーフがある。また、これらよりもさらに新しい、ボックスベルク区やエンマーツグルント区にもつながっている。

#### 西部
ハイデルベルクの市区で、最も急速に拡大したのがキルヒハイム区である。キルヒハイムはハイデルベルクの南西部にあたり、1920年にハイデルベルクに合併した。キルヒハイマー・ホーフ、パトリック＝ヘンリー＝ヴィレッジ（1947年に米軍により創設された）、プライカルツフェルスター・ホーフ、ノイロットがキルヒハイム区に含まれる。
ハイデルベルク西部、キルヒハイムとヴェストシュタットの境界付近に、緊急避難住宅地区である「イム・メルゲルゲヴァン」がある。この地区は社会的にも視覚的にも孤立した地区で、シュティヒ通り1本で他の地区につながっている。元々は、第二次世界大戦後の難民を宿泊させるために造られた地区である。2008年現在、この地区には約300人のホームレスが緊急避難的に住居している。
ハイデルベルクの西端にプファッフェングルント区がある。この市区は北側の工業地区と南側の住宅地に分けられる。プファッフェングルントという名称は1920年頃まで農地として使われていた中世の耕作地の名前に由来する。
その北側にグレンツホーフとオクセンコップフを含むヴィープリンゲン区がある。ヴィープリンゲンは767年付のロルシュ文書に初めて登場する。

#### 北側
インネンシュタットの対岸にあたるネッカー川北岸にノイエンハイム区がある。ノイエンハイムの開発はローマ時代以前にすでに始まっていた。1891年にハイデルベルクに合併した。これは、すでに開発されていた地域が合併によってハイデルベルクの市区となった最初の例であった。特記すべきは、ループレヒト＝カールス大学の新しいキャンパスがあるノイエンハイマー・フェルトである。
さらに北側にはハントシュースハイム区がある。この市区はノイエンハイムから少し遅れて1903年にハイデルベルクに合併した。ハントシュースハイムの名称は、おそらく中世初期の土地所有者に由来すると考えられている。この地区の紋章には、手または手袋のデザインが用いられている。

#### 東部
ネッカー川南岸の東部にはシュリーアバッハ区がある。この集落は1245年に初めて文献に記録されている。現在この地区はハイデルベルクの住宅地となっている。
この地区の対岸はペータースタールを含むツィーゲルハウゼン区である。ツィーゲルハウゼンは、シュリーアバッハより少し以前の1220年に文献上初めて記録されている。この地区は、おそらく、ローマ時代には開拓されていたと考えられている。
| 合併年  | 旧町村               | 面積 (ha) |
| ------- | -------------------- | --------- |
| 1891    | ノイエンハイム       | 497       |
| 1903    | ハントシュースハイム | 1.546     |
| 1920    | ヴィープリンゲン     | 966       |
| 1920    | キルヒハイム         | 1.375     |
| 1927    | ロールバッハ         | 1.140     |
| 1920/35 | グレンツホーフ       | 445       |
| 1975    | ツィーゲルハウゼン   | 1.475     |

### 気候
プフェルツァーヴァルトとオーデンヴァルトに挟まれた地形に護られたこの地域の気候は、年中穏やかである。近くのライン盆地に比べ、ネッカー渓谷の入り口にあたるハイデルベルクでは、平均以上に東風が頻発する。オーデンヴァルトの斜面は雲の形成を助長し、降水をもたらす。ドイツ気象庁のハイデルベルク観測所における1971年から2000年の平均気温は11.1℃、平均年間降水量は745mmであった。最も暖かい月は7月で平均20.1℃、最も寒いのは1月で2.5℃であった。盛夏には、30℃を超える日も珍しくない。降水量の多くは7月に降り、最も乾燥する月は2月である。
| 1971年から2000年までのハイデルベルクの月別平均気温と降水量 \| \| 1月 \| 2月 \| 3月 \| 4月 \| 5月 \| 6月 \| 7月 \| 8月 \| 9月 \| 10月 \| 11月 \| 12月 \| \| \| \| 気温（℃） \| 2.5 \| 3.6 \| 7.3 \| 10.5 \| 15.2 \| 17.8 \| 20.1 \| 19.8 \| 15.9 \| 11.1 \| 6.0 \| 3.6 \| 平均 \| 11.1 \| \| 降水量 (mm) \| 48 \| 44 \| 53 \| 49 \| 77 \| 79 \| 81 \| 56 \| 64 \| 64 \| 68 \| 63 \| 計 \| 745 \| |     |     |     |      |      |      |      |      |      |      |      |      |      |      |
| | 1月 | 2月 | 3月 | 4月  | 5月  | 6月  | 7月  | 8月  | 9月  | 10月 | 11月 | 12月 |      |      |
| 気温（℃） | 2.5 | 3.6 | 7.3 | 10.5 | 15.2 | 17.8 | 20.1 | 19.8 | 15.9 | 11.1 | 6.0  | 3.6  | 平均 | 11.1 |
| 降水量 (mm) | 48  | 44  | 53  | 49   | 77   | 79   | 81   | 56   | 64   | 64   | 68   | 63   | 計   | 745  |

## 歴史
ハイデルベルク市は12世紀に創設されたのだが、その歴史は、ケルト時代やローマ時代に遡る。ハイデルベルクの栄誉と意義は、13世紀から1720年までの500年間にわたりライン宮中伯の宮廷所在地であり、プファルツ選帝侯領の首都であった点にある。

### 前史時代

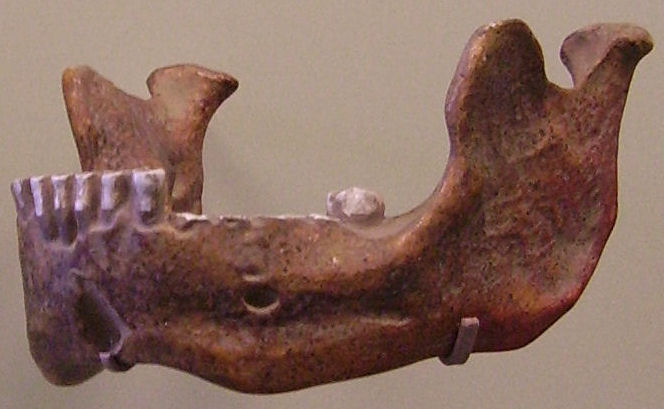
マウアーの下顎のレプリカ

原人のホモ・ハイデルベルゲンシスは、最初に発掘されたのがハイデルベルクの南に位置するマウアーであったことに由来する。1907年にこの町の採砂場で発掘された下顎（マウアーの下顎）が、ヨーロッパで発掘されたホモ属の出土品としては最も古い時代のものであった。
紀元前500年頃からケルト人がハイデルベルクの歴史に登場する。彼らは、ハイデルベルクに防衛施設を有する大きな入植地を築いた。侵攻してくるゲルマン人に対抗するために二重の壁を巡らしていたことが分かっている。200年後にこれらの施設は放棄された。

### 古代
ローマ人のハイデルベルクは1世紀から3世紀まで存続した。西暦70年頃にローマ人は、現在のノイエンハイムに宿営地を築き、90年頃には石積みの城となっていた。ネッカー川に橋が架けられた。初めは木製で、200年頃には石造りの支柱橋が造られた。ハイリゲンベルクの山頂にはメルクリウスの神殿が築かれた。ハイデルベルクでは、ミトラ教信仰も広く行われていた。ローマ時代のこの地域の中心都市は、ロポドゥヌム（現在のラーデンブルク）であったが、ハイデルベルク（ラテン名は不明）周辺も軍事上の必要から発展し、製陶業で栄えた。
260年以降、リーメスを越えてローマの支配地域に侵攻してきたゲルマン人によってローマ人はライン川まで押し戻された。メロヴィング王クローヴィス1世がアレマン族を征服したため、506年にハイデルベルクはフランク王国の支配下に最終的に組み込まれ、キリスト教化された。

### 中世
870年にハイリゲンベルク山頂の旧メルクリウス神殿跡にロルシュ修道院の分院としてミヒャエルス修道院が建設された。ロルシュ修道院は、当時ヴォルムス司教とこの地域の覇権を争っていた。後に別の分院（シュテファンス修道院）やノイブルク修道院が設けられた。
ハイデルベルクの最も古い記録は1196年のものである。この村は12世紀のうちに建設されたと考えられている。この頃にはハイデルベルクはヴォルムス司教領となっており、ケーニヒスシュトゥールの斜面にあるモルケンクールに城塞が築かれ、その山の麓にペータース教会を中心とする村が形成された。これに対して、現在ハイデルベルクに属す市区の多くは、6世紀のフランク時代に築かれた村である。文献に最初に記録されたのが最も古いのはノイエンハイムとハントシュースハイムで765年頃の記録が遺されている。

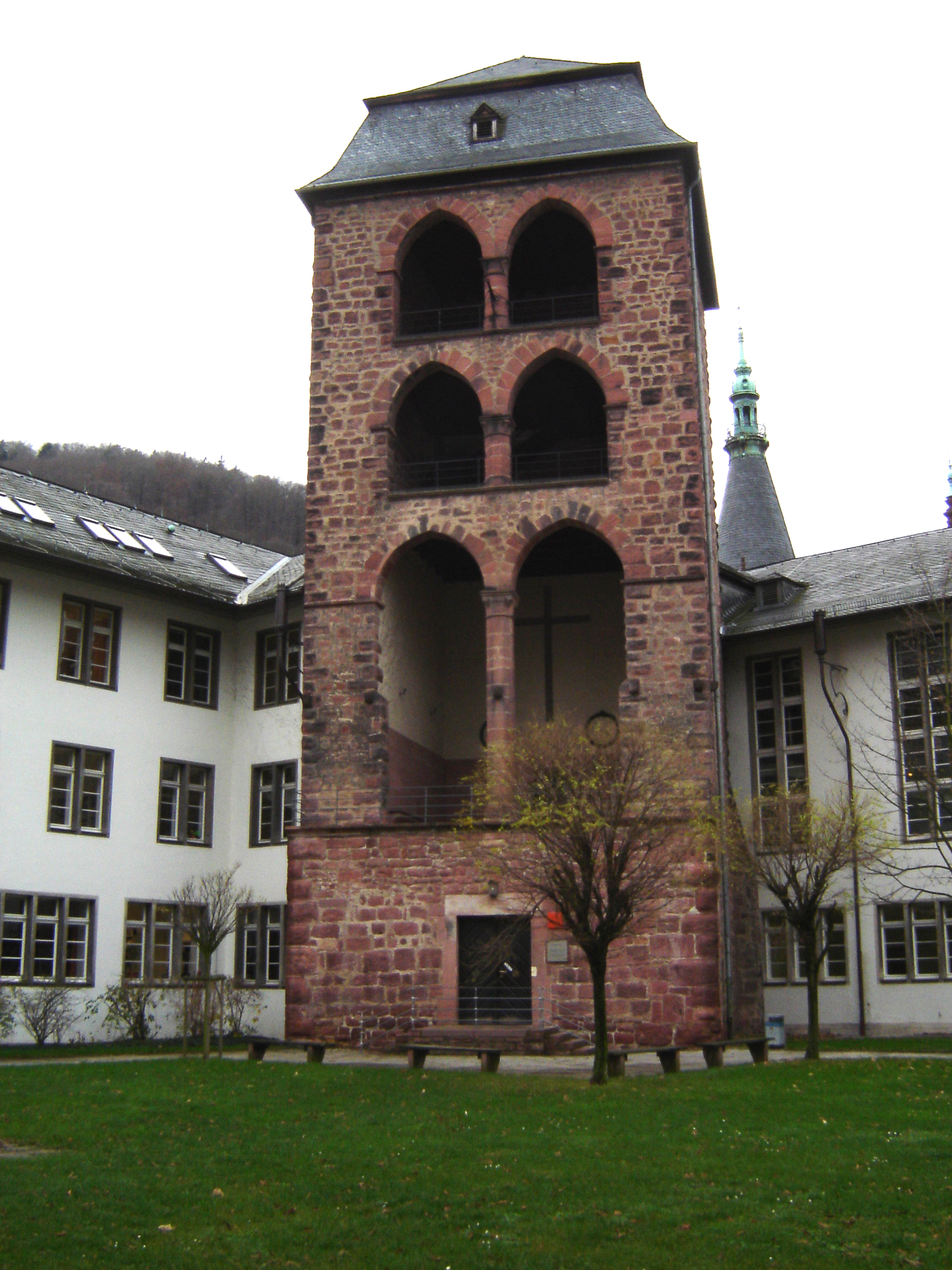
新大学中庭に面して建つ、中世の都市防衛施設の遺構ヘクセントゥルム（魔女の塔）

ハイデルベルク城の前身の建物は、13世紀にイェッテンビュールに建設された。それとほぼ同時期に、ケーニヒスシュトゥールとネッカー川の間に、直角に交差する通りと中央にマルクト広場を配した計画的な町が造られた。こうした町並みの跡は現在のアルトシュタット東部のグラーベンガッセ付近までに見ることができる。この町は、壁で囲まれ、ネッカー川には橋が架けられた。
神聖ローマ皇帝フリードリヒ1世（バルバロッサ）は1156年に異母弟のコンラート・デア・シュタウファーをライン宮中伯に任命した。後に宮中伯領はヴィッテルスバッハ家が統治するところとなり、神聖ローマ帝国内で有力な領邦へと成長していった。1225年に宮中伯は、当時ヴォルムス領であったハイデルベルクをレーエンとして獲得した。1356年の金印勅書によってライン宮中伯に選帝侯位が授けられた。プファルツ選帝侯に就任したことで、その領邦はクアプファルツ（プファルツ選帝侯領）と呼ばれることとなった。最初、宮中伯は宮廷所在地を定めておらず、領内の様々な町を巡幸していた。13世紀に、ハイデルベルクは宮廷としての体裁を整えはじめ、14世紀になると領主の巡幸は廃止されて、ノイシュタット・アン・デア・ヴァインシュトラーセと争った結果、クアプファルツの首都となった。
1386年、ループレヒト1世は、神聖ローマ帝国内で3番目の大学（プラハ大学、ウィーン大学に次ぐ）となるハイデルベルク大学を創設した。この大学は現在、ドイツ連邦共和国で最も古い大学である。1392年にはハイデルベルクの大規模な拡張がなされ、現在のアルトシュタットが形成された。プファルツ選帝侯ループレヒト3世（1400年にローマ王ループレヒトとなる）はハイデルベルクに聖霊教会を建設した。その後継者らは、ハイデルベルク大学を保護し、この大学は15世紀末頃には初期人文主義の中心地となった。

### 近世
マルティン・ルターの宗教改革思想は、16世紀前半にはすでに南西ドイツに普及していた。選帝侯オットー・ハインリヒの治世下でプファルツ選帝侯領は宗教改革を受け容れた。カルヴァン派への移行後、ハイデルベルクは西ヨーロッパ全土から学生や学者を集め、ライデンに次ぐ「第3のジュネーヴ」と呼ばれた。16世紀末になるとハイデルベルクには、騎士の家に見られるようなルネサンス様式の豪華な建築が多く建てられた。しかしこれらの建物は後のプファルツ継承戦争でほとんどが破壊されてしまった。ハイデルベルク城も大規模な拡張がなされ、中世の城塞から近世の城館へと変貌した。

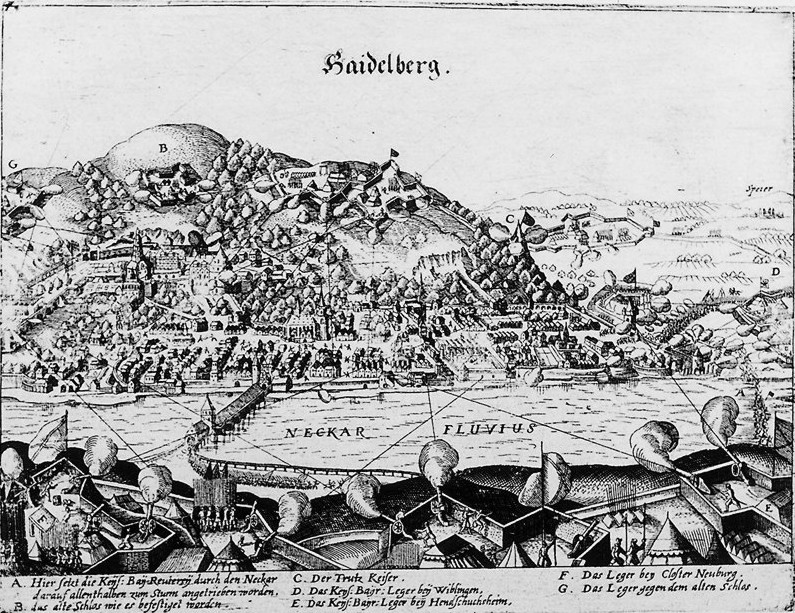
1622年のハイデルベルク

選帝侯フリードリヒ5世は、妻でイギリス王女のエリザベス・ステュアートがその身分にふさわしい宮廷生活を送れるようにと、ハイデルベルク城にHortus Palatinus（プファルツの庭園）を設けた。フリードリヒ5世は、プロテスタント同盟の領袖として、三十年戦争が引き起こした政治的混乱に巻き込まれていった。1619年、ボヘミア貴族の要請でボヘミア王位に就いたが、カトリックの皇帝フェルディナント2世に抵抗しきれず、早くも1620年の白山の戦いで敗北を喫し、退位した。その短い王位のために、彼は歴史上「冬王」と呼ばれる。1622年、カトリック連盟軍司令官ティリー伯にハイデルベルクは占領され、有名なパラティーナ図書館の書物が奪われた。この書物はバイエルン公マクシミリアン1世からローマ教皇グレゴリウス15世に贈られ、現在もバチカン図書館に保管されている。ハイデルベルクはこの戦争で甚大な被害を受け、住民は極度の貧困に苦しんだ。1648年のヴェストファーレン条約により三十年戦争が終結し、フリードリヒ5世の息子カール1世ルートヴィヒは選帝侯位を取り戻し、戦前の領域を保持したが、プファルツ選帝侯の政治的影響力は小さなものとなっていた。

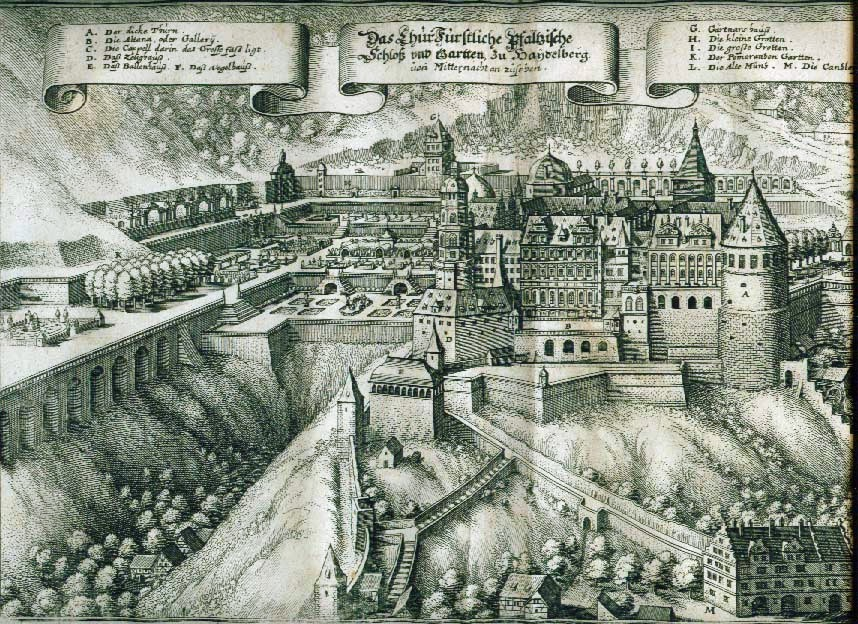
1645年のハイデルベルク城

1685年、カール1世の息子カール2世が子供を遺さずに亡くなったことで、ヴィッテルスバッハ家のプファルツ＝ジンメルン家は断絶し、縁類にあたるカトリックのプファルツ＝ノイブルク公フィリップ・ヴィルヘルムが選帝侯位を継いだ。これに対し、エリーザベト・シャルロットとの関係（エリーザベト・シャルロットはカール2世の妹で、ルイ14世の弟オルレアン公フィリップ1世の妃）を理由にフランス王ルイ14世が選帝侯位の継承権を要求し、プファルツ継承戦争が始まった。この戦争の間にハイデルベルクは1688年と1693年の2回フランス軍に占領され、ほぼ完全に破壊された。1697年のプファルツ継承戦争終結後、破壊されたハイデルベルク城は中世の基礎の上に応急処置的に再建された。カトリックの選帝侯はこの街にイエズス会修道士を住まわせた。

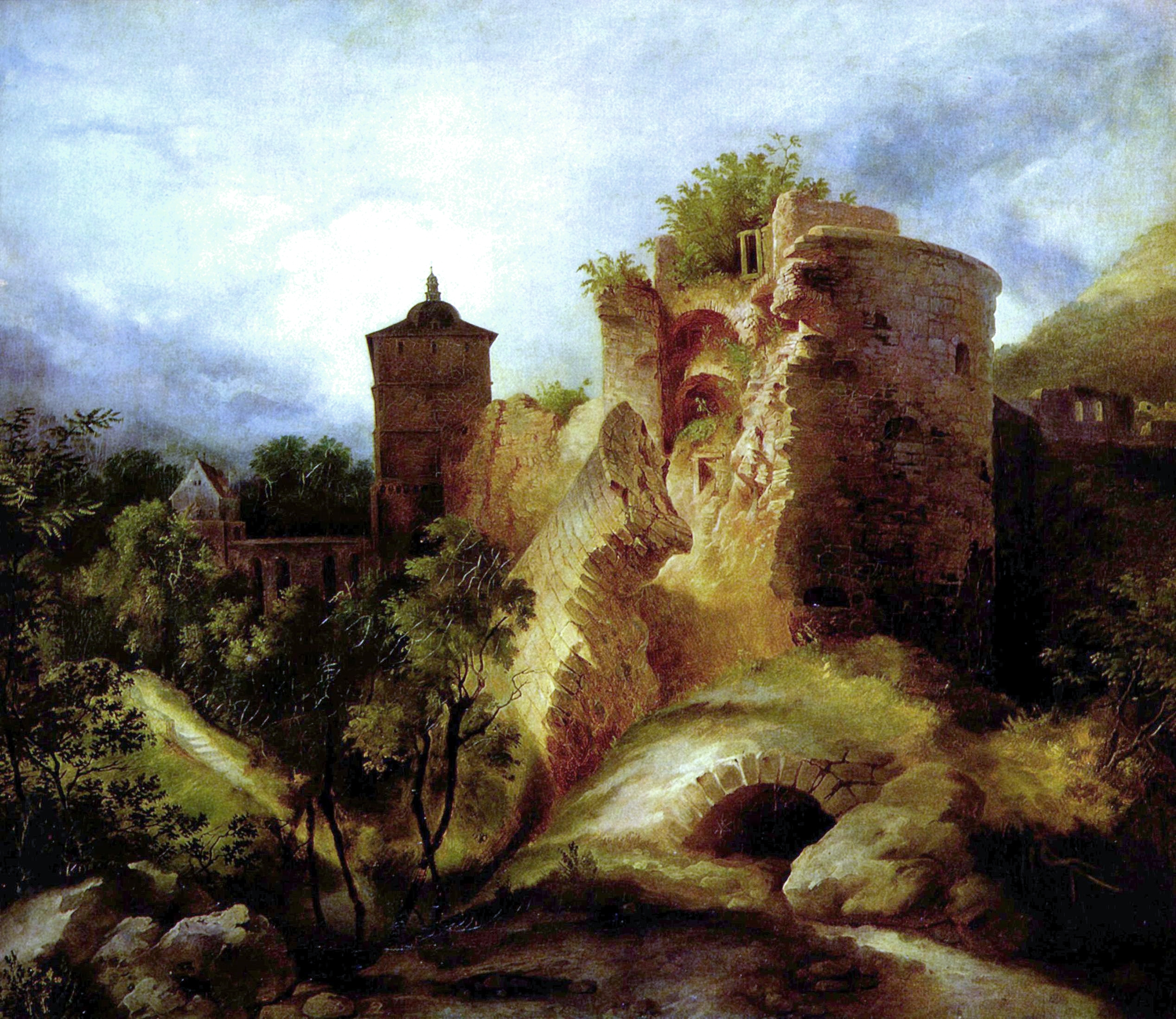
フランス軍に破壊されたハイデルベルク城

ハイデルベルク城はフランス軍の破壊後、住居不能となった。いずれにせよ、既にバロック時代の趣味に合わなくなったこの城に替わる、新しい大規模な城館をヴェルサイユ宮殿を手本に建設する計画が持ち上がった。この城館の計画は現在のベルクハイム地区を予定地としたが、住民達の強い抵抗に遭い挫折した。そこで選帝侯カール3世フィリップは、1720年、宮廷をマンハイムに移すことを決断した。バロックの時代精神と選帝侯の趣味を反映して、「クアドラーテシュタット」に、中世風のハイデルベルク城よりもはるかに広く、豪華なマンハイム城が建設されたのである。ハイデルベルクは、こうして政治的権力中枢の座を失い、廷吏が去ったことで経済的にも衰退した。カール・テオドールの治世（1743年 - 1799年）に、ハイデルベルクに橋（現在のアルテ・ブリュッケ）が架けられ、カール門が造られた。さらにハイデルベルク城の修復計画もあったのだが、1764年にひどい落雷の被害に遭い、この計画は破棄された。

### 1803年から1930年

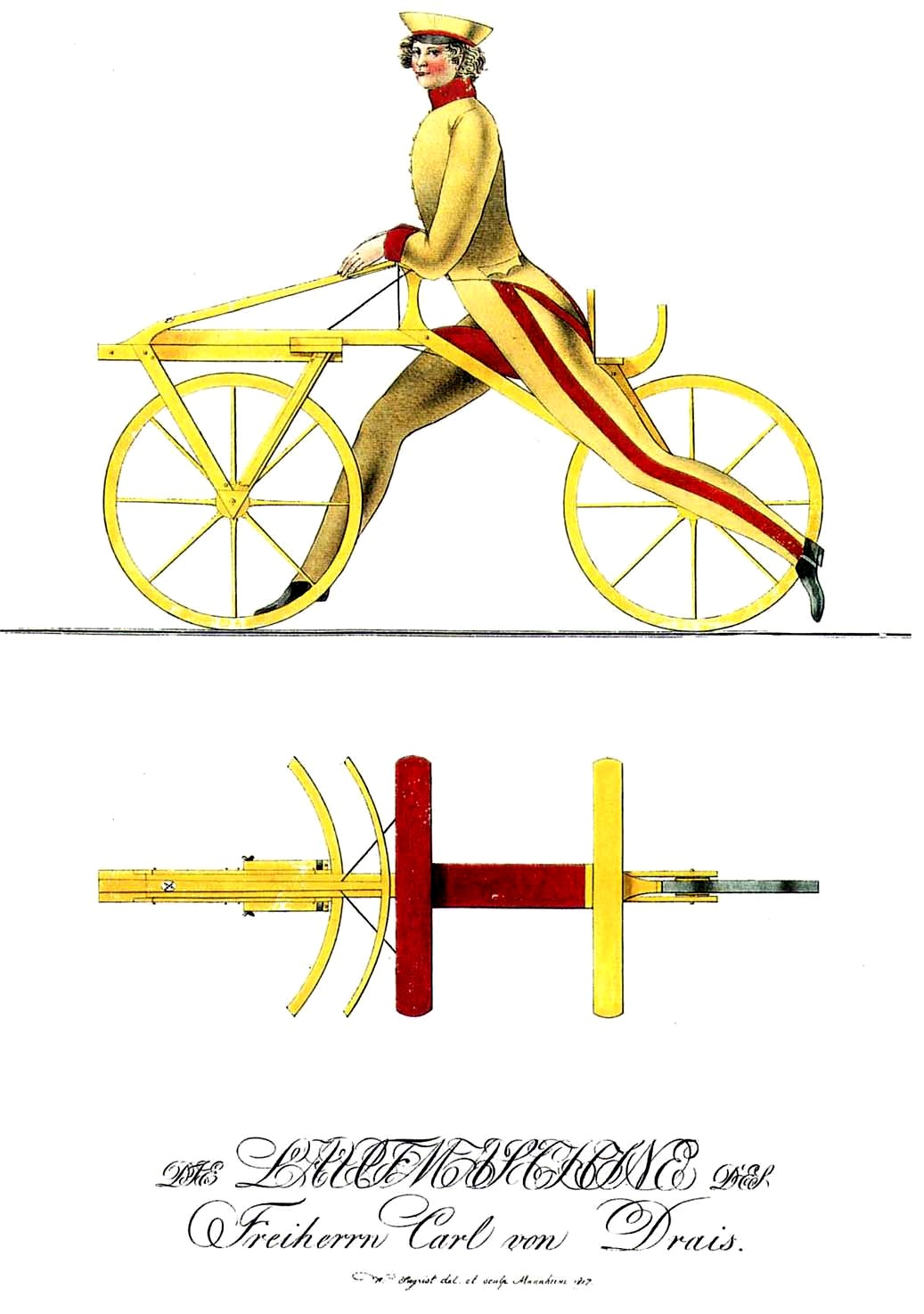
カール・ドライスの二輪車

1803年の帝国代表者会議主要決議の枠組みに従い、プファルツ選帝侯領は廃止され、ハイデルベルクを含むライン右岸の領土は大公に昇格したバーデンの領土となった。バーデン大公カール・フリードリヒは、ハイデルベルク大学を国立の金融に関する教育機関に定め、大学を優れた教育施設に再建した。彼と創設者である選帝侯ループレヒト1世の功績を記念して、ハイデルベルク大学は「ループレヒト＝カール大学」と改称された。ラウテルン（現在のカイザースラウテルン）から移住して、国家経済学部で学ぶ学生カール・ドライスが二輪車を発明し、後のモータライズされた個人用交通機関開発への扉を開いた。ドライスはこの大学が輩出した最も重要な人材となった。

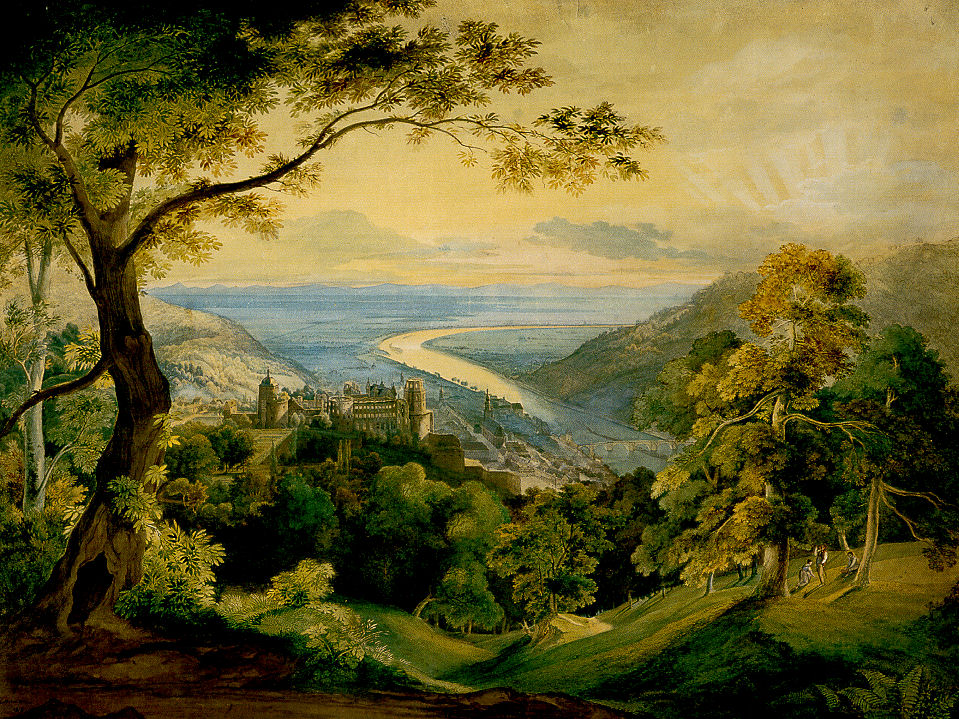
カール・ロットマン作のハイデルベルク城（1815年）

19世紀初め、このネッカー川沿いの都市はその風景の魅力と絵のように美しい城趾によってドイツ・ロマン派の重要な街となった。フリードリヒ・ヘルダーリン、アヒム・フォン・アルニム、クレメンス・ブレンターノ、ヨーゼフ・フォン・アイヒェンドルフといった詩人の作品は「ハイデルベルク・ロマン主義」として知られている。アルニムとブレンターノは、1806年から1808年に「子供の魔法の角笛」と題するドイツ民衆歌謡集を刊行した。絵画の分野でも、カール・フィリップ・フォール、カール・ロットマン、エルンスト・フリースらがハイデルベルクで芸術サークルを形成した。
三月革命前の時代、ハイデルベルク大学では国家主義、自由主義、民主主義の思想が大勢を占めた。三月革命勃発後は、1848年3月5日に南西ドイツの自由主義、民主主義の政治家達がハイデルベルクに集まり集会を開いた。この集会が準備議会、ひいてはフランクフルト国民議会創設への決定的なインパクトとなった。国民議会失敗後、バーデンの5月蜂起はプロイセン軍の援助を得て鎮圧された。この時、ハイデルベルクでも自由主義義勇兵と軍の間で戦闘が行われた。
工業化の波はこの都市に大きな痕跡を遺すことなく過ぎ去っていった。これに反し、観光産業は19世紀になって発展した。特に1840年にこの都市が鉄道網に組み込まれた後、観光業はハイデルベルクの重要な経済因子となった。19世紀以降、大学と学生組合に属す学生たちはハイデルベルクに影響を及ぼした。ヨーゼフ・フィクトール・フォン・シェッフェルの詩「アルト・ハイデルベルク、麗しの街」（後に付曲され、ポピュラーな学生歌となった）と1901年に初演された芝居「アルト・ハイデルベルク」は、ハイデルベルクを19世紀の学生生活の象徴に仕立て上げたのである。
泡沫会社乱立時代に、ハイデルベルクは急速に拡大した。何度も合併がなされて市域が拡大するとともに、1871年に20,000人だった人口は1933年には85,000人と4倍近くにまで増加していた。同時に、市電や登山電車が敷設され、ネッカー川の運河化が進むなど、社会資本の整備がなされた。1930年にアメリカ市民の篤志家から寄付があり、新大学の講義棟の定礎式が行われた。

### 国家社会主義と第二次世界大戦
NSDAPは、ヴァイマル共和政時代からすでに平均を超える支持を集めており、1930年の帝国議会選挙では、この都市の最有力政党となった。ナチスの権力掌握後、1933年1月30日にユダヤ人と「非アーリア人」に対する組織的な迫害運動が行われた。1933年には「非アーリア人」の官吏が強制的に一時解雇され、1939年までにハイデルベルク大学教師陣の1/3が、人種的あるいは政治的原因により大学を去った。1938年11月9日のいわゆる「水晶の夜」に、ハイデルベルク市民はハイデルベルクとロールバッハのシナゴーグに放火した。その後すぐにハイデルベルクで組織的なユダヤ人抑留が始まり、150人のユダヤ人がダッハウ強制収容所へ連行された。それから約2年後の1940年10月22日、「ヴァーグナー＝ビュルケル作戦」が施行された。280人のハイデルベルク市民を含む、600人のバーデンのユダヤ人がギュルス強制収容所に送られた。

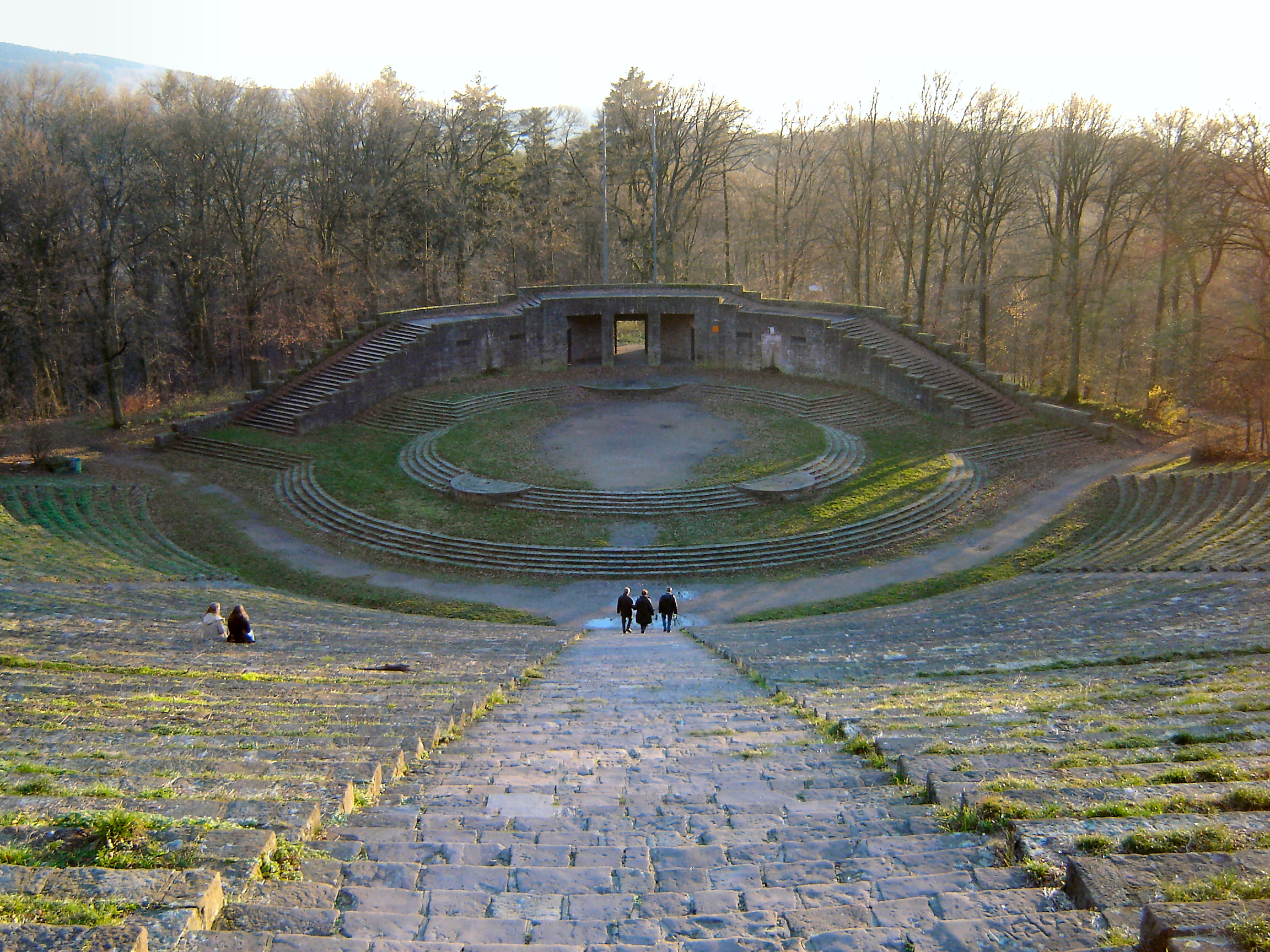
ハイリゲンベルクの民会場

国家社会主義がハイデルベルクに遺した建築遺産にハイリゲンベルクの民会場がある。これは1934年から1935年に国家勤労奉仕隊とハイデルベルクの学生が建設した、自称ゲルマン民族の礼拝場に設けられたギリシア風の外観をもつ屋外劇場である。アマイゼンビュッケルの英霊墓地は、1934年に国家労働奉仕団がハイデルベルクの学生と協力して造った。また、ハイデルベルクとマンハイムを結ぶアウトバーンA656号線もこの時代の遺産であり、1935年に完成した。ハイデルベルクは第二次世界大戦を無傷で切り抜けたドイツの大都市としては希な例である。1944年と1945年に小規模な空爆を受けたが、被害はわずかであった。1945年3月29日にドイツ国防軍が退却する際にアルテ・ブリュッケを破壊したが、翌3月30日にはアメリカ軍（アメリカ陸軍第7軍第3歩兵師団）が大きな抵抗もなくこの都市を占領した。アメリカ軍はドイツ軍兵舎を接収し、キャンプベル兵舎と名付けた。

### 第二次世界大戦後
戦争被害を受けなかったハイデルベルクは、多くの爆撃難民や放逐されたドイツ人を受け容れた。ハイデルベルクはアメリカ占領地域に含まれることとなり、米軍やNATO軍の高位の司令所がおかれた。これに伴ってアメリカ軍が接収した不動産を巡って、当初は多くの不満が噴出した。現在も、この都市には、NATOの中欧連合部隊本部、アメリカの基地放送であるAFN放送局（現在はマンハイムから放送されている）を含むアメリカ陸軍第7軍本部が置かれており、数千人の軍関係者やその家族がこの街に住んでいる。
在欧米軍によるアメリカ陸軍第5軍団のヴィースバーデンへの移転が決定し、2012年から2013年に移転を完了すると発表された。これは、約16,000人のアメリカ人人口がヴィースバーデンに流出することを意味する。
ループレヒト＝カールス大学は、1946年にゲッティンゲン大学に次いで西ドイツで2番目に教師陣の再雇用を開始した。戦前から散発的に大学の旧市街キャンパスの施設はネッカー川対岸のノイエンハイムに移転がなされていたが、1951年からノイエンハイム・フェルトの全く新しいキャンパス建設構想が開始された。1970年代半ばに120haの広さの基本的な造成が完了した。1955年には、中央駅が当時の場所から1.2km西の現在の位置に移された。この移転跡地は多くの行政施設に利用された。ハイデルベルクの人口増加に伴い、市の南部に全く新しい住宅地ボックスベルクとエンマーツグルントが建設された。ネッカー渓谷の町ツィーゲルハウゼンが合併したことで1975年に市域の面積は大きく拡大した。ライホルト・ツンデルの上級市長在任中（1966年から1990年）に旧市街が改修され、ハウプト通りは1.6kmの歩行者専用道となり、ビスマルク広場は現在の形に整備された。
地下組織RAF（ドイツ赤軍）は、アメリカの施設を標的にしたテロ事件を1970年代と1980年代の2回起こしている。1972年5月24日の爆弾テロでは、キャンプベル兵舎のアメリカ陸軍第7軍司令部に属す3人の兵士が死亡し、5人が負傷した。1981年9月15日、カールス門での対戦車砲を用いた、アメリカ陸軍欧州総司令官フレデリック・ジェイムス・クローゼン暗殺計画は未遂に終わった。
ハイデルベルク城と旧市街をユネスコ世界遺産に登録する申請が行われたが、2005年と2007年の2回拒否されている。ハイデルベルク市は、今後も世界遺産登録に向けて努力するとしている。 2001年9月11日のテロ事件以後のアメリカの安全保障政策変更によって、将来のアメリカ軍移転の実現は不透明な状態となっている。

### 人口推移
ハイデルベルク市の人口は1946年に10万人を超え、大都市の仲間入りをした。この都市は国際色の豊かな街で、特に合衆国のアメリカ人や北アメリカからの人が多いのが特徴である。ただし、米軍関係者らはハイデルベルクの人口には含まれていない。2004年12月末の公式な人口は143,123人（既述の通り、この数値には約2万人の米軍兵士及び軍関係者や家族は含まれていない）で、過去最高であった。
以下の一覧表は、それぞれの時点での市域に含まれる人口を示したものである。1833年までの数値は推定値であるそれ以後の数値は、国勢調査や管轄統計局の公式な統計値あるいは市当局発表の数値による。1843年以降の数値は市内の家を現住所とする人口、1925年からは居住者数、1987年からはこの都市を主な居住地とする人口を示している。

ハイデルベルクの人口推移

## 宗教

### キリスト教
フリードリヒ2世が着手した領内の宗教改革を引き継いだ甥オットハインリヒは1556年までに選帝侯領をルター派の信仰に改宗させた。後継者のフリードリヒ3世は、これをカルヴァン派にさらに改めた。1563年に、この街で全プロテスタント信者の指針となる「ハイデルベルク信仰問答」が編まれた。ルートヴィヒ4世によりルター派への揺り戻しが短期間あったものの、ハイデルベルク並びにプファルツ選帝侯領では改革派教会が長い間信仰された。
三十年戦争の際に、バイエルンとスペインの占領軍によってカトリック再興がなされたが、これは一時的にすぎなかったが、1685年の選帝侯カール2世の死によって改革派教会を信仰するプファルツ＝ジンメルン家が断絶し、カトリックを信仰するプファルツ＝ノイブルク家が選帝侯位に就いた。これによりハイデルベルクのカトリック化がなされ、このため現在でもハイデルベルク市内には多くのマリア像が祀られている。カトリック信者の選帝侯は、対抗宗教改革を目的としてイエズス会修道士らをこの街に住まわせたが、カルメル会修道士も多く住んだ。彼らは1803年の世俗化により修道院が廃止されるまでこの街に住んだ。プロテスタントは優勢であったが、カトリックが次第に信者を増やし、やがて全住民の1/3を獲得するほど力を付けていった。こうした度重なる改宗が、プファルツ選帝侯領ならびにハイデルベルクの宗教史の特殊性である。
ハイデルベルクの宗教分裂を象徴するのが、聖霊教会がたどった変遷である。この教会には1706年のいわゆる「宗教宣言」によって、この教会には隔壁が設けられた。改革派教会（後に統一されたプロテスタント教会）が長堂、カトリック教会（1874年以後は復古カトリック教会）が内陣を使用した。選帝侯カール3世フィリップはこの教会全体をカトリックの宮廷教会にしようと試みたが、これは一触即発の危機を招いた。1936年になってはじめて、聖霊教会は福音主義教会のバーデン福音主義州教会の所有と認められ、隔壁が取り払われた。
1821年にバーデン大公は、ルター派と改革派の統一を行った。現在のハイデルベルク市内にある福音主義教会は、自由教会を除いて、バーデン福音主義州教会北バーデン教会管区ハイデルベルク教会地区に属している。カトリック教会は、フライブルク大司教区ハイデルベルク首席司祭区に属す。
二大教会の他、多くのキリスト教系の宗教組織がある。たとえば、復古カトリック教会（ハイデルベルク＝ラーデンブルク会）、バプテスト教会、ヘルンフート兄弟団、キリスト教系の新宗教のモルモン教、新使徒派教会などである。

### ユダヤ教
この街では、国家社会主義の時代以前から、ユダヤ教組織に対する暴行がたびたび（たとえば、1819年）行われてきた。ベルクフリートホーフ（山の墓地）には新しいユダヤ人墓地も設けられている。この墓地は国家社会主義の時代にも破壊されずに残った。その他にシナゴーグや個人宅に設けられた墓もあったが、これらは1938年に破壊された。1933年には1,102人のユダヤ教信者がハイデルベルクに住んでいた。第二次世界大戦が始まった1939年には483人、終戦後の1946年には196人が残っただけだった。ヴァーグナー＝ビュルッケル・アクションに従って、バーデン地方及びザールプファルツ地方の6,000人以上のユダヤ人がフランスへ送られた。1940年10月22日の記録ではGurs収容所には282人のハイデルベルクから送られたユダヤ人が収監されていた。その多くは、アウシュヴィッツ強制収容所で殺害された。1990年に新しいシナゴーグがこの街に建設された。ハイデルベルク大学の近くにユダヤ人学生のための専門大学が設けられた。この大学では、多彩な学術分野の研究教育がなされ、ラビの養成をも行う。

### その他
この他、ハイデルベルクにはイスラム教や仏教の宗教団体もある。

## 行政

### 上級市長

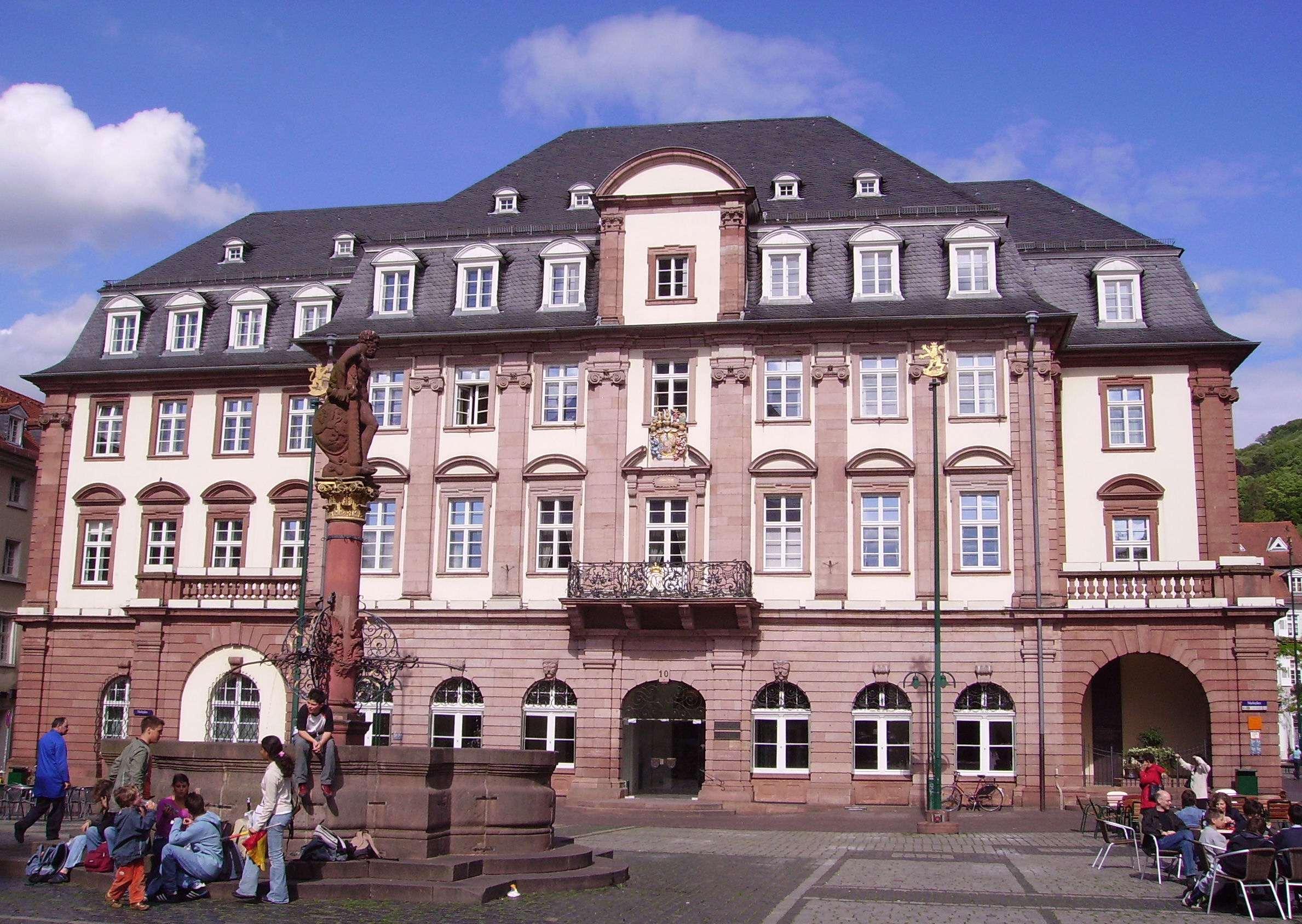
ハイデルベルク市庁舎

ハイデルベルクの市行政の長は、長い間シュタットシュルトハイスと呼ばれていたが、1717年からシュタットディレクターと改められた。バーデンへ編入された後、オーバービュルガーマイスター（上級市長）という肩書きとなり、1819年からはエルスター・ビュルガーマイスター（第1市長）と呼ばれるようになったが、1875年から再び上級市長の称号に戻された。2006年から無所属のエッカート・ヴュルツナーがハイデルベルクの上級市長を務めている。
第二次世界大戦後の上級市長を列記する。
- 1945年 - 1946年: エルンスト・ヴァルツ
- 1946年 - 1952年: フーゴー・シュヴァルト
- 1952年 - 1958年: カール・ナインハウス
- 1958年 - 1966年: ローベルト・ヴェーバー
- 1966年 - 1990年: ラインホルト・ツンデル
- 1990年 - 2006年: ベアーテ・ヴェーバー
- 2006年 - : エッカート・ヴュルツナー

### 市議会
市議会は40人の議員と議長を務める上級市長からなる。議員は任期の5年ごとに直接選挙で選出される。市議会の業務は、議長を務める市長とともに、市の運営を決定することである。市議会は都市行政を管理し、決定事項の運営を監督する。
| 政党、選挙グループ           | 得票率（前回との差） | 得票率（前回との差） | 議席数（前回との差） | 議席数（前回との差） |
| ---------------------------- | -------------------- | -------------------- | -------------------- | -------------------- |
| GRÜNE                        | 31.9 %               | +12.2 %              | 16                   | +6                   |
| CDU                          | 15.0 %               | -5.8 %               | 7                    | -3                   |
| SPD                          | 13.9 %               | -3.4 %               | 7                    | -1                   |
| DIE HEIDELBERGER             | 7.0 %                | -1.1 %               | 3                    | -1                   |
| DIE LINKE                    | 5.9 %                | +1.8 %               | 3                    | +1                   |
| FDP                          | 5.7 %                | +1.3 %               | 3                    | +1                   |
| AfD                          | 5.0 %                | +1.2 %               | 2                    | ±0                   |
| Grün-Alternative Liste (GAL) | 4.7 %                | +0.3 %               | 2                    | ±0                   |
| Bunte Linke                  | 3.9 %                | +0.2 %               | 2                    | ±0                   |
| Die PARTEI                   | 2.7 %                | +2.7 %               | 1                    | +1                   |
| Heidelberg in Bewegung (HIB) | 2.6 %                | +2.6 %               | 1                    | +1                   |
| FWV                          | 1.7 %                | -1.6 %               | 1                    | ±0                   |
| 投票率                       | 64.9 % (+13.6 %)     | 64.9 % (+13.6 %)     | 64.9 % (+13.6 %)     | 64.9 % (+13.6 %)     |

### 紋章

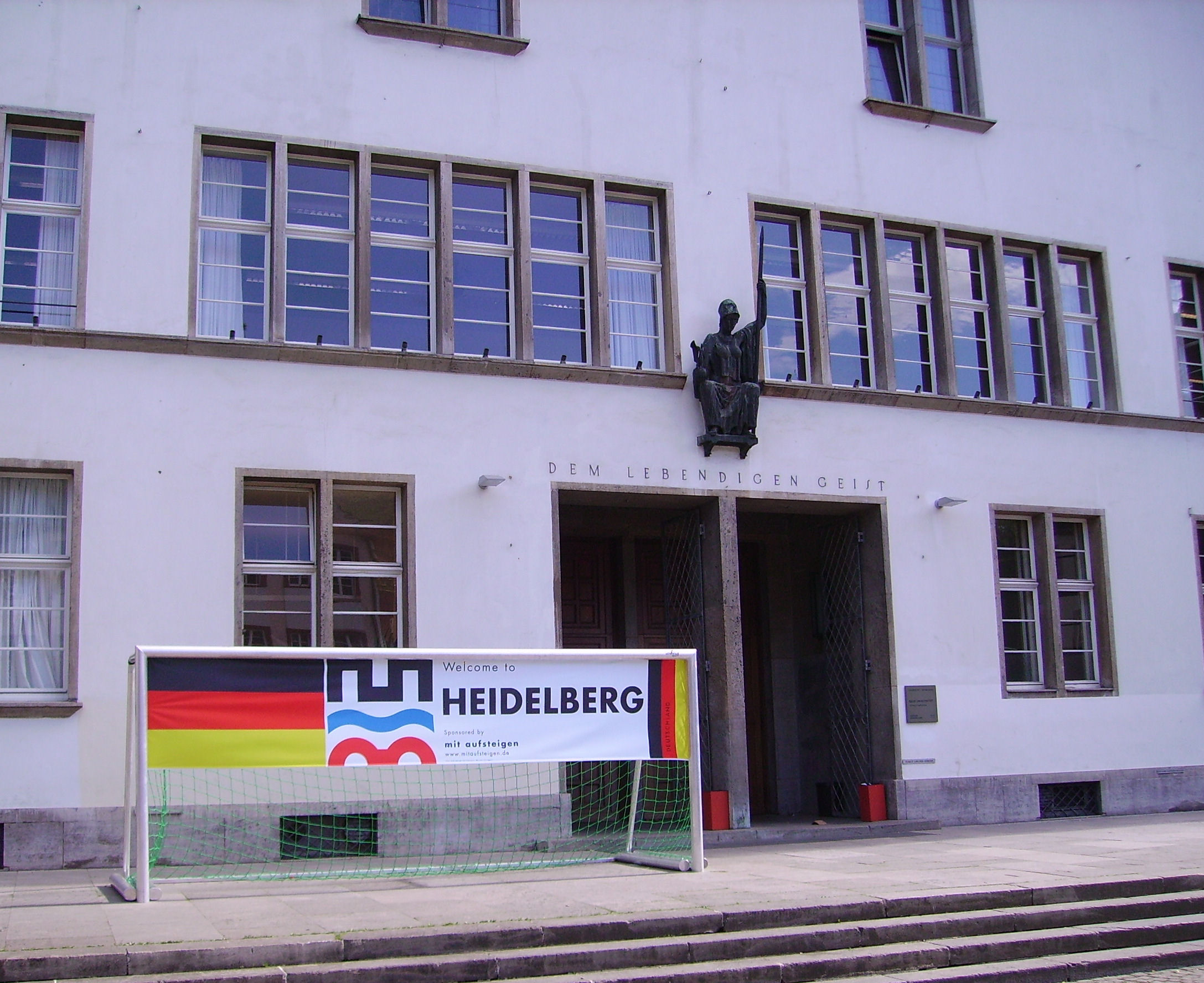
ハイデルベルク大学前に掲げられた横断幕のドイツ国旗の隣が1994年から使われているロゴマーク

ハイデルベルク市の紋章は、黒地で基部に三峰の緑の山、その上に赤い爪と赤い舌を出し、赤い冠を被った金色のプファルツの獅子。この紋章は1898年に市が採用したもので、現在の様式化された形になったのは1969年以降である。市の色は黒 – 黄色である。
獅子は、ハイデルベルクが長きにわたってその宮廷所在地を務めた宮中伯の紋章に描かれるデザインである。三峰の山は、都市名を暗示する（Berg=山）。ただしこの山は、描かれない場合もある。
この紋章の他に、1994年から近代的なロゴマークが都市のコーポレーテッドデザインとして用いられている。白い四角い地に、城、川、橋を表す3本の特徴的な線が、それぞれ黒、青、赤で描かれている（エルヴィン・ポエルのデザインによる）。このロゴは、初めハイデルベルク800年祭の記念行事のロゴであったのだが、その後都市のロゴマークとして広く用いられるようになった。

### 姉妹都市
ハイデルベルクは、以下の都市と姉妹都市協定を結んでいる。
- モンペリエ（フランス、エロー県）1961年
- ケンブリッジ（イギリス、ケンブリッジシャー）1965年
- レホヴォト（イスラエル）1983年
- シンフェロポリ（ウクライナ、クリミア自治共和国）1991年
- バウツェン（ドイツ、ザクセン州）1991年
- 熊本市（日本、熊本県）1992年5月

2006年10月に当時の上級市長ベアーテ・ヴェーバーは、南アフリカ共和国ハウテン州の都市ハイデルベルクと友好都市関係を締結した。
ハイデルベルクには、アメリカ・ハウス（ドイツ＝アメリカ研究所）や旧市街ケッテン通りにモンペリエ通りがある。モンペリエには、これに対応してハイデルベルク・ハウスがある。

### ハイデルベルクにちなんで
その歴史上の特徴からハイデルベルクの名にちなんだものが多くある。たとえば、ルフトハンザの飛行機にはこれまでに4機で「ハイデルベルク号」の名が使われた。その最新のものは、1990年に就航した139人乗りのエアバスA320-200型機である。ドイツ鉄道のICEの列車にもハイデルベルク号と名付けられたものがある。
約60万年前の、人類の祖先にあたる下顎が1907年にハイデルベルク近郊のマウアーで発見された。この新種は、発見された地域と発掘チームの所属（ハイデルベルク大学）にちなんで、ホモ・ハイデルベルゲンシス（ハイデルベルク人）と名付けられた。

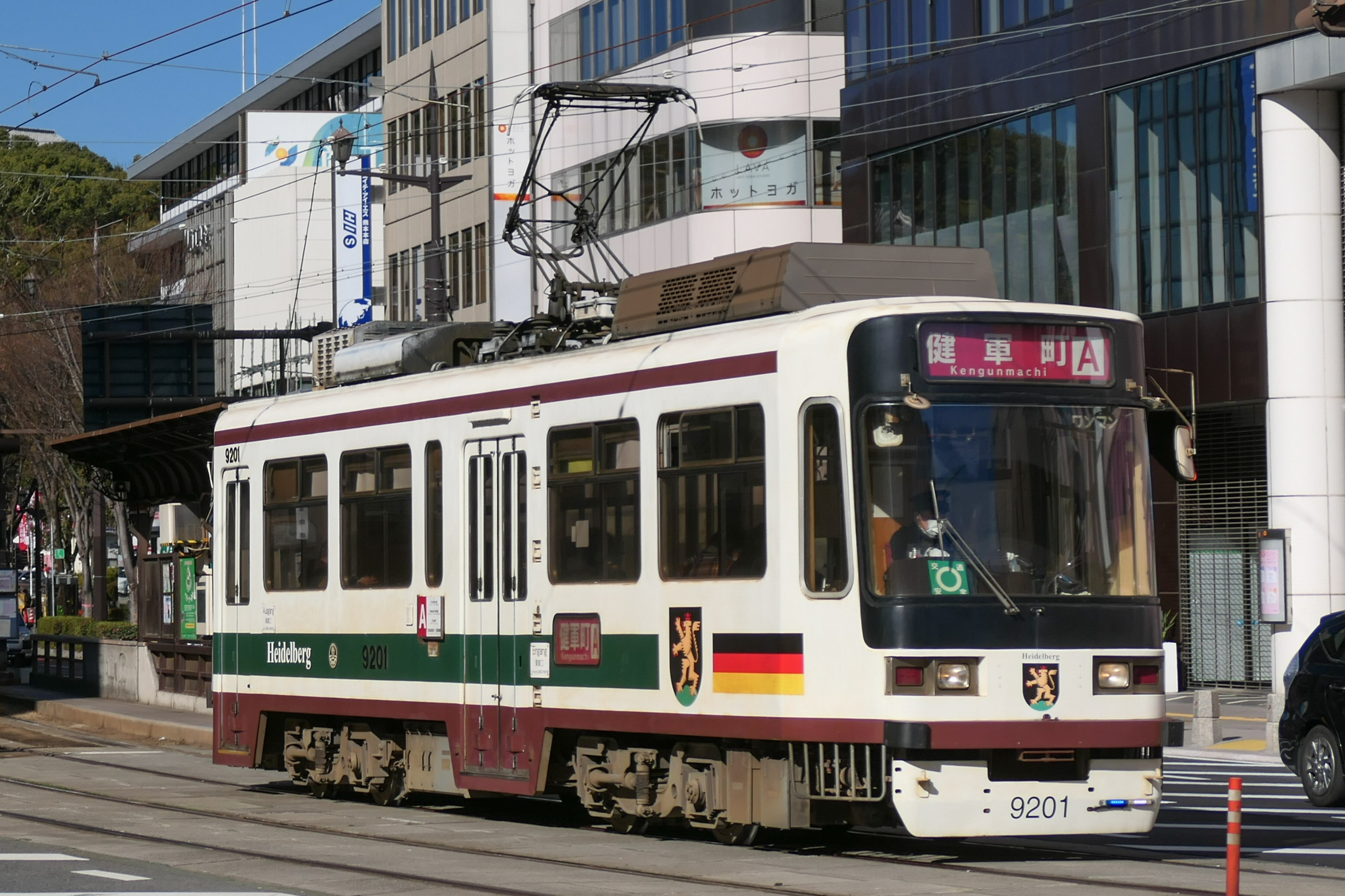
熊本市電を走行する9201号車（ハイデルベルグ号）

熊本市を走る市電には姉妹都市・友好都市の名前を付けた車両があるが、9201号車は「ハイデルベルク号」と名づけられている。

## 経済と社会資本

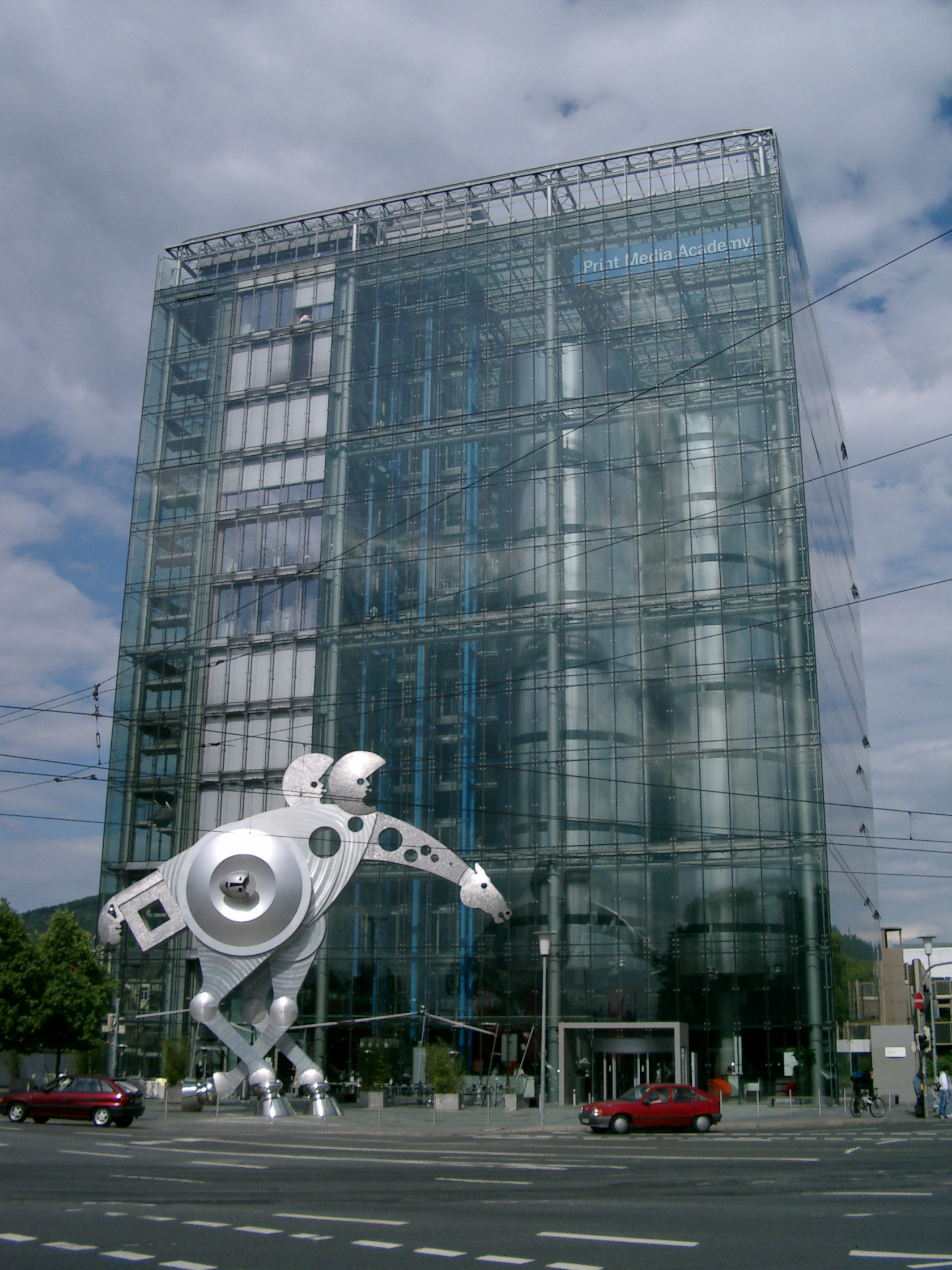
Heidelberger Druckmaschinen AG の本社にあるオフィス兼教育施設「プリント・メディア・アカデミー」。前景の白いオブジェはS-Printing Horseと呼ばれる。

### 経済
何世紀もの間、ハイデルベルクは「魂の都」と呼ばれてきた。現在でもこの大学都市は、ライン=ネッカー地域のサービス業と学問の中心である。過去数十年間のハイデルベルクの発展の方向は、第三次産業が進展する他のドイツの大都市と同じような傾向にある。2007年の統計によれば、労働者の79.6%がサービス業、19.9%が製造業に従事している。75,600人の労働者のうち69%が市外からの通勤者である。2007年現在の失業率は6.8%であった。  
ハイデルベルク最大の雇用主は、ハイデルベルク大学とその病院で、15,000人以上が働いている。ABB Stotz-Kontakt（オートメーションシステム開発）、Heidelberger Druckmaschinen（印刷機製造）、ハイデルベルク・マテリアルズ（セメント製造）、Henkel-Teroson（洗剤、接着剤など化学製品製造）、Lamy（筆記具）、ProMinent Dosiertechnik、SAP（コンピュータ・ソフトウェア）、SAS Institute （コンピュータ・ソフトウェア）といった世界的な企業がこの街に拠点を構えている。
地方金融機関では、ハイデルベルクとその周辺地域を市場とする北バーデン最大の貯蓄銀行であるハイデルベルク貯蓄銀行がある。

### 交通

#### 道路交通
ハイデルベルクは、フランクフルト・アム・マインとカールスルーエを結ぶ連邦アウトバーンA5号線の西に接している。インネンシュタットの西側から、ハイデルベルクとマンハイムを結ぶアウトバーンA656号線が始まる。両アウトバーンはハイデルベルク市内で合流し、ハイデルベルク・ジャンクションを形成する。
さらに、南北方向にドイツ連邦道3号線（フランクフルト・アム・マイン – カールスルーエ）が、東西方向にB37号線（マンハイム – エーバーバッハ）が市内を貫いている。両連邦道は市内中心部のビスマルク広場で交差する。市内南部を起点するB535号線はシュヴェツィンゲンに向かう。
ハイデルベルクの浮遊粒子状物質負荷軽減のため、2010年からはEURO-2基準に適合した原動機付き車両のみが通行許可される。

#### 橋

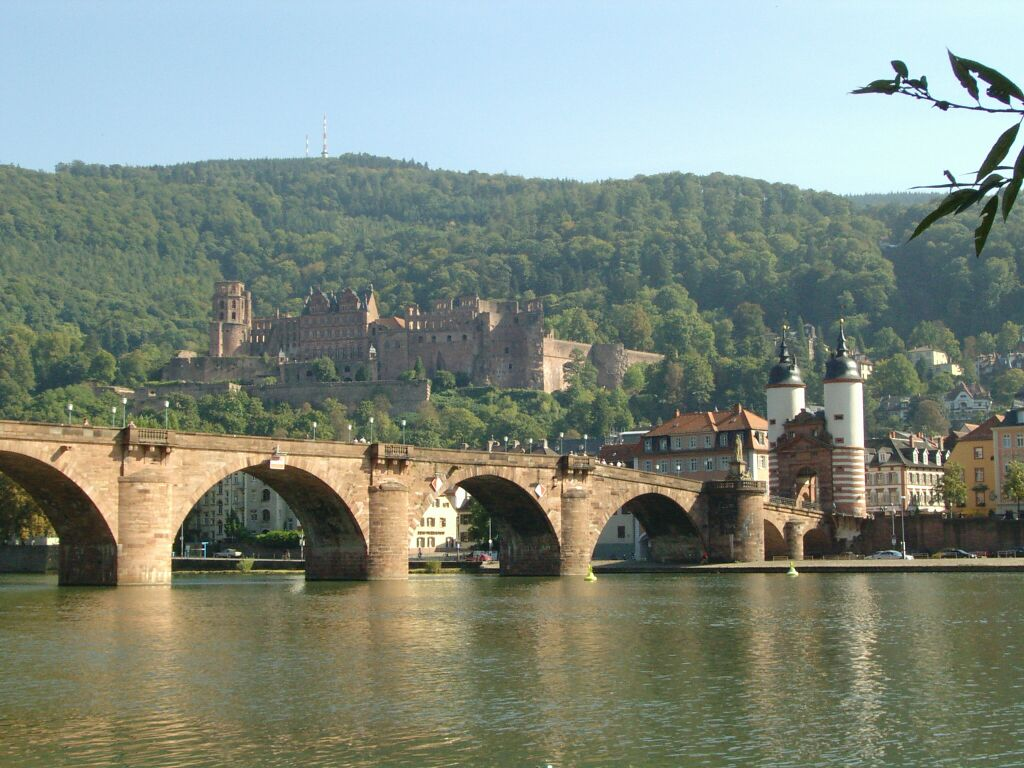
ネッカー川に架かるアルテ・ブリュッケ越しに見えるハイデルベルク城

ハイデルベルクはネッカー川沿いに位置しており、以下の4本の道路橋が重要な交通路となっている。
- アルテ・ブリュッケ（公式名称はカール＝テオドール橋）: アルトシュタットとノイエンハイムを結ぶ
- テオドール＝ホイス橋: アルトシュタットのビスマルク広場とノイエンハイムを結ぶ
- エルンスト＝ヴァルツ橋: ベルクハイムとノイエンハイムを結ぶ
- ネッカーブリュッケ・シュリーア＝ツィーゲルハウゼン: 名前通りの市区を結ぶ

この他に水力発電所の堰がネッカー川に架かる2本の歩行者専用橋として利用されている。古代のローマ橋はテオドール＝ホイス橋とエルンスト＝ヴァルツ橋の間に架かっている。
また、中央駅近くに架かる鉄道橋のツェルニー橋も交通上重要な橋である。この橋は、外科医で癌の研究者であったヴィンチェンツ・ツェルニーにちなんで命名された橋で、ベルクハイム市区に架かっている。フランスの友好都市にちなんだモンペリアー橋も鉄道橋で、ヴェストシュタットに架かっている。ヴィープリンゲンには、アウトバーンA5号線のブンデスアウトバーン橋が架かっている。

#### 船舶交通
ネッカー川は昔から、輸送・交通路として利用されてきた。現在も、特に夏期には多くの中型・小型の観光船が行楽客を乗せて出発する。その多くは、都市のパノラマを楽しむ短いコースを航行する。一部は、もっと長い距離を航行し、ネッカーゲミュント、ネッカーシュタイナハ、ヒルシュホルンを経由してエーバーバッハまで行く船もある。さらには、ハイルブロンやシュトゥットガルトへの臨時便が運航されることもある。また、西に向かってラーデンブルクを経由し、マンハイムでライン川に入り、ライン川中流域までたどる船旅も大変に人気がある。2004年から、ソーラーボートの「ソーラーシッフ号」という双胴船が導入され、110人の乗客を乗せて音もなく航行している。

#### 遠距離鉄道

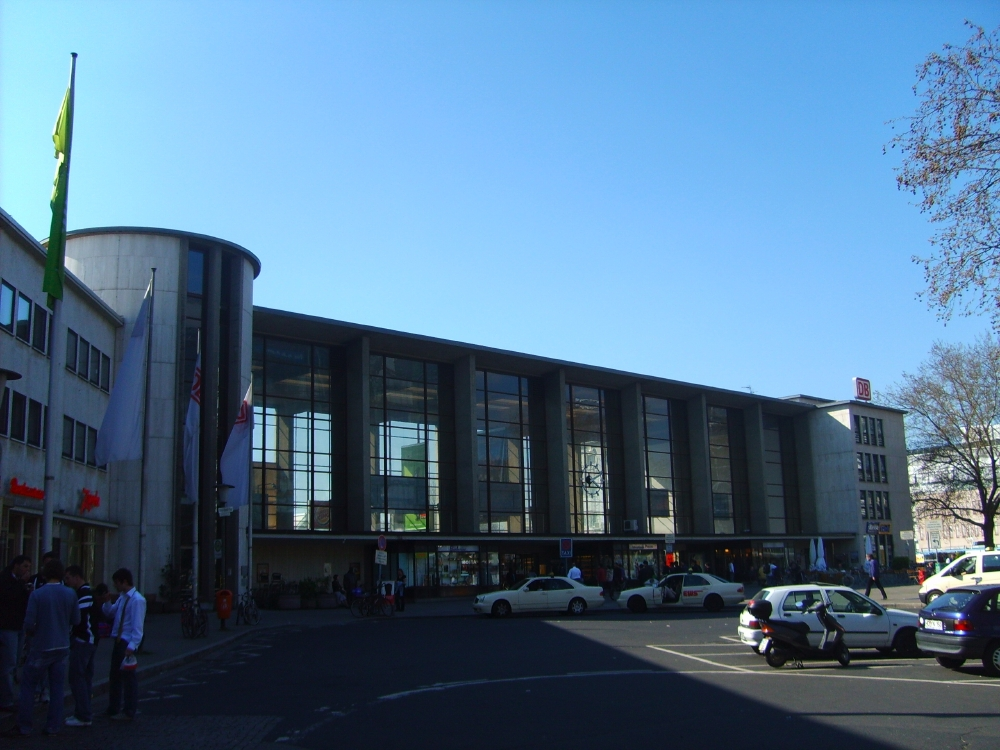
ハイデルベルク中央駅、ヴィリー＝ブラント広場に面した東ファサード

2011年時点では、ハイデルベルク中央駅はICEのパターンダイヤ化された系統からは外れているが、シュトゥットガルト – ケルン間、シュトゥットガルト – ハンブルク間などの一部列車が停車する。またユーロシティおよびインターシティのミュンヘン – フランクフルト系統、シュトゥットガルト – ドルトムント、ハンブルク系統、カールスルーエ – シュトラルズント系統なども停車する。

#### 近距離交通
ハイデルベルクにおける近距離交通の重要な集積点は、ビスマルク広場で、多くの都市交通網がここでクロスする。広場の東から、ハイデルベルクのアルトシュタットを貫く歩行者専用道路が始まるが、この歩行者空間は、規模的にヨーロッパで最大のもの一つに数えられる。以前は、この広場に面して、頭端式ホームを有する中央駅があったが、1955年に約1.5km西に移転した。現中央駅は、ビスマルク広場に次ぐ重要な交通ポイントとなっている。

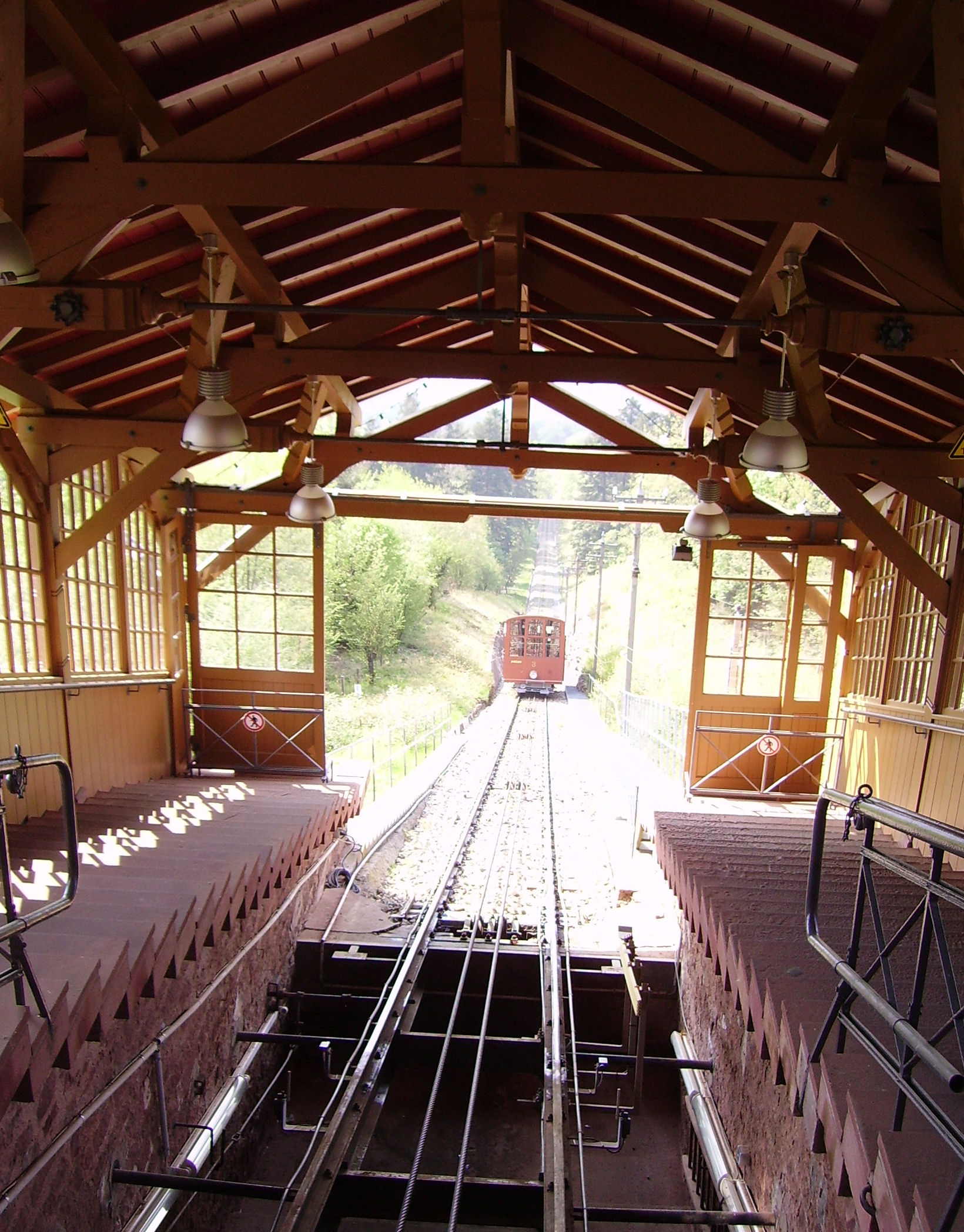
登山電車の終点ケーニヒシュトゥール駅

1883年にハイデルベルクに公営の近距離旅客交通会社が設立され、馬車鉄道の形で営業を開始した。高速輸送機関の隆盛に伴い、1901年に電動式の路面電車が開通した。1950年代から路面電車網は徐々に路線を拡大していった。その後、自家用車の普及という大きな問題に直面した近距離旅客交通会社の経営陣は、路面電車の路線を次第に縮小せざるを得なかった。しかし、近年になって路面電車が再評価されて、複数の新路線が計画され、新たな路線が開設され、また既存路線が整備されている。現在は、ラインネッカー交通(RNV)が市電とバスの運行を管轄している。1989年からはライン=ネッカー交通連盟の統一料金が適用されるようになった。また、ハイデルベルクにはカーシェアリングの組織もある。
2003年にハイデルベルクは、ライン=ネッカー地域全域を結びプファルツ地方や南ヘッセンにまで延びる、ラインネッカーSバーンの路線網に組み込まれた。その後Sバーンはカールスルーエまで接続した。これにより、ライン=ネッカー地域は一つのSバーンで結ばれた最後の人口集中地域となった。この計画遂行に10年以上を要したことには、異なる州（バーデン＝ヴュルテンベルク州、ヘッセン州、ラインラント＝プファルツ州）の間での調整に時間がかかったという背景がある。
登山鉄道は、モルケンクーア展望台までの下部は2005年から導入された新しい車両、上部のケーニヒシュトゥールまでは歴史的な車両で運行している。この鉄道は、ハイデルベルク城へ行く際の交通手段として人気がある。この登山鉄道の計画は1873年に初めて立案されたのだが、資金難から最初の路線が開通したのは1890年であった。この鉄道は、2004年にバーデン＝ヴュルテンベルク州の文化財リストに登録された。

### メディア

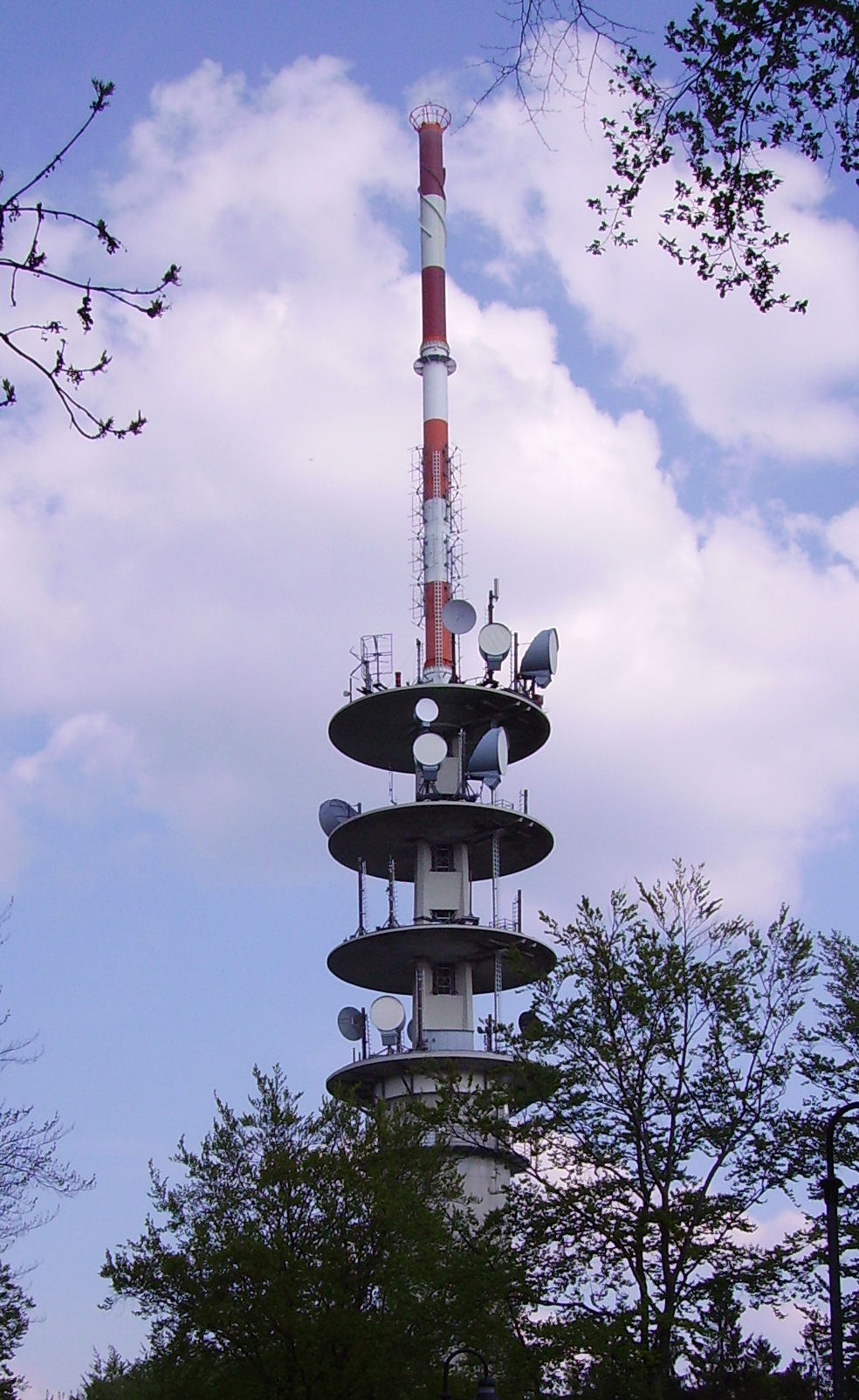
ハイデルベルクのテレビ塔

ハイデルベルクでは、日刊紙のライン＝ネッカー＝ツァイトゥング(RNZ)が発刊されている。この新聞には多くのローカル版が存在する。市は、週刊の市報を発行している。この他に行事カレンダーを載せたタウン誌も出版されている。
ハイデルベルクには送信塔が建っている。ケーニヒシュトゥールには、南西ドイツ放送電波塔、ドイツテレコムの送信施設、AFNのラジオ送信施設がある。AFNの送信施設は、1143kHzの中波放送と、104.6MHzの超短波放送が発信されている。南ドイツ放送（現在の南西ドイツ放送）が長年維持管理してきた地方スタジオがマンハイムに存在する。さらに地方テレビ局のライン＝ネッカー・テレビ放送もある。1990年代の初めから、大学生によって運営されている放送局もある。ハイデルベルクの学生は、隣接するマンハイム大学の学生会と連携して音楽やキャンパス・ニュースを提供している。
2006年5月からテレビ塔ハイデルベルクDVB-Tが運用を開始した。11の周波数帯で送信をしている。ケーニヒシュトゥールのDVB-Tの電波の有効到達距離は約80kmで、カールスルーエでの受信記録もある。

### 裁判所、官庁、公共施設
ハイデルベルクには、区裁判所と地方裁判所がある。これらはともにカールスルーエ上級裁判所管区に属している。また、検察庁もこの都市に存在する。さらに労働裁判所の分局や公証役場もハイデルベルクにある。
教会組織では、プロテスタントのバーデン地方教会ハイデルベルク教会管区本部、カトリックのフライブルク大司教区ハイデルベルク首席司祭区本部がそれぞれ存在している。
ハイデルベルクは、NATO軍の作戦連合軍司令部の軍隷下にあるNATO中欧陸軍司令部（旧LANDCENT（中欧連合地上軍））の所在地である。米軍第7軍の司令部はキャンプベル兵舎（第5軍団本部）に置かれている。周辺地域にもアメリが軍の施設が点在している。

## 教育と研究

### 大学、専門大学、教員養成所

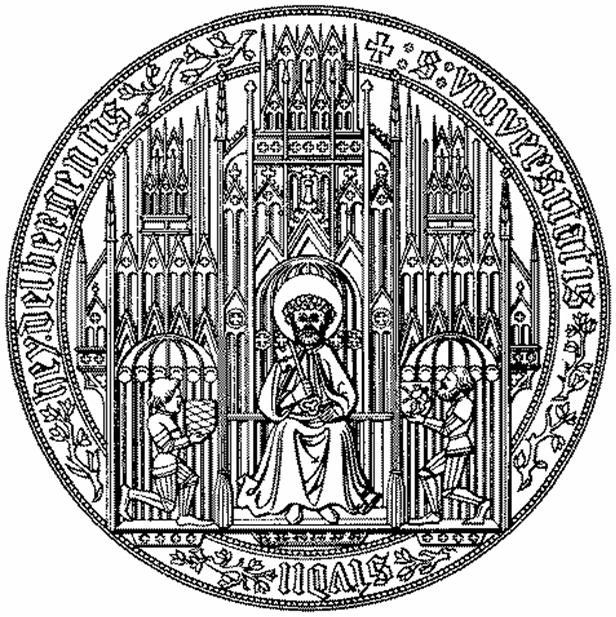
ハイデルベルク大学の印章

ハイデルベルクは、その教育機関で広く知られている。なかでも名声が高いのは、反論の余地なくルプレヒト・カール大学ハイデルベルク（Ruprecht-Karls-Universität Heidelberg）である。この大学は1386年に創設された、現在のドイツ連邦共和国の中で最も古い大学である。この大学のキャンパスは2つの地域と、その他に点在する多くの独立した施設に分かれている。アルトシュタットの多くの歴史的建築内には人文科学部、社会科学部、法学部が入っている。自然科学系学部や医学部は主にノイエンハイマー・フェルトの新しいキャンパスを使用している。
ハイデルベルク教育専門大学（Pädagogische Hochschule Heidelberg）は1904年に設立された。何度も拡張や改称を重ね、1971年に学術系専門大学となり、現在の名称となった。
ハイデルベルク教会音楽専門大学（Hochschule für Kirchenmusik Heidelberg）は、音楽に特化した研究機関である。この施設は、1931年にプロテスタントのバーデン地方教会の施設として開校した。
ハイデルベルクのユダヤ研究専門大学（Hochschule für Jüdische Studien Heidelberg）は1979年に創立された。この専門大学では、ユダヤ民族の宗教や文化に関する9つの学科がある。
ハイデルベルク専門大学（Fachhochschule Heidelberg）はSRHグループが運営する私立専門大学である。1992年に創立され、州の認可と学術審議会の信任を得ている。この専門大学はヴィープリンゲン区の「サイエンス・タワー」内にある。
シラー国際大学（Schiller International University）のキャンパスがハイデルベルクにある。このアメリカの私立大学では、国際ビジネス、国際関係学および外交学の分野の学士・修士の学生が学んでいる。
ハイデルベルクには教授学と教員（ギムナジウムや特別学校の教員）養成のための州立養成所がある。

### 研究機関
ハイデルベルクには、特に生命科学分野を中心に多くの研究機関がある。ハイデルベルクの研究機関の最も重要な設立母体はハイデルベルク大学である。大学傘下には多くの研究所がある。バイオケミカルセンター・ハイデルベルク(BZH)、神経科学のための学際研究センター(IZN)、南アジア研究所(SAI)、アメリカ学のためのハイデルベルクセンター(HCA)、ハイデルベルク・ラテンアメリカ・センター、ハイデルベルク天文学センター(ZAH)などである。2007年の初めには、分子細胞生物システムの定量的解析センター(BIOQUANT)が ノイエンハイマー・フェルトに新たに設けられた。
有名な、ドイツ癌研究センター(DKFZ)は1964年、ハイデルベルク分子生物学センター(ZMBH)は1983年に設立された。両研究所はともに、生物学の基礎研究を行っている。
ハイデルベルクには欧州分子生物学研究所(EMBL)の中央研究所がある。EMBLは1974年に設立され、モンテロトンド（イタリア）、ヒンクストン（イギリス）、グルノーブル（フランス）、ハンブルク（ドイツ）に研究施設を持っており、ヨーロッパの18各国が運営に参画している。

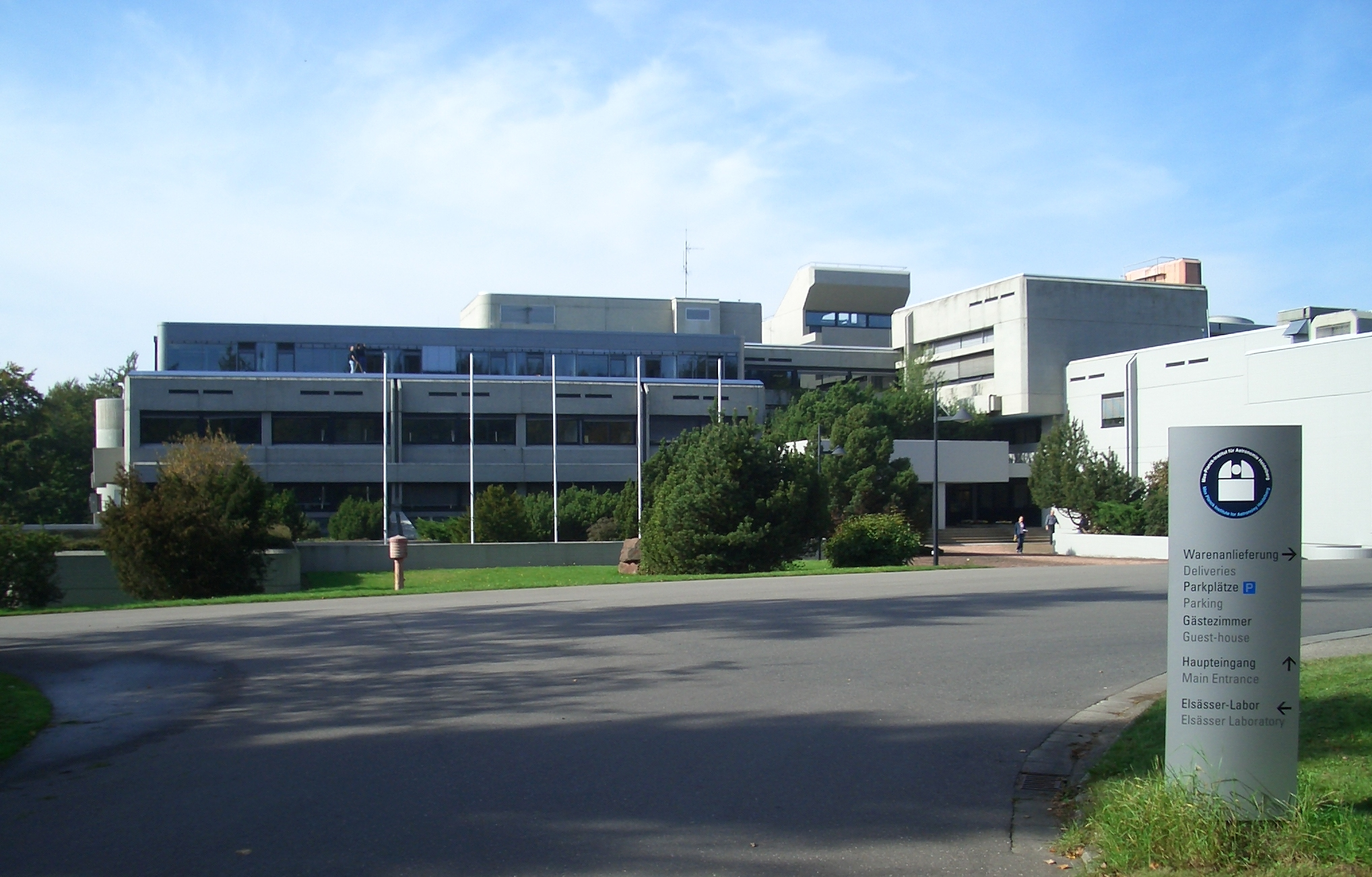
マックス＝プランク天文学研究所

マックス=プランク財団にとってハイデルベルクは4つの研究所がある重要な街である。外国の公法と国際法のためのマックス=プランク研究所(Max-Planck-Institut für ausländisches öffentliches Recht und Völkerrecht)、マックス＝プランク核物理学研究所(Max-Planck-Institut für Kernphysik)、マックス＝プランク天文学研究所(Max-Planck-Institut für Astronomie)、マックス＝プランク医学研究所(Max-Planck-Institut für medizinische Forschung)である。
この他の研究施設としては、造園に関する州立学習・研究機関、ケーニヒシュトゥール天文台、ハイデルベルク学術アカデミー、応用情報学の民間研究機関であるヨーロッパ・メディア研究所(EML)などがある。

### 学校
ハイデルベルクには多くの基礎課程学校、本課程学校、実業学校、職業学校や特別学校がある。ハイデルベルクは全人口に占める大学卒業者の比率が高い街であり、結果的に多くのギムナジウムが設けられた。2007年の基礎課程学校からギムナジウムへの進学率は58%近い数字である。
特徴のある学校としては、ハイデルベルク自由ヴァルドルフ学園やハイデルベルク国際総合学校(IGH)がある。IGHは、バーデン＝ヴュルテンベルク州にあと2つある総合学校とともに州の教育法で言及されている特別な学校である。どちらの学校でもアビトゥアを獲得するチャンスはある。さらに特徴がある学校は、総合学校のハイデルベルク・インターナショナル・スクールである。ここでは授業は英語で行われている。
ハイデルベルク市は、市民大学の他に、ヨハネス＝ブラームス＝ザールで音楽と歌の学校を運営している。この他、ホテル専門学校や、様々な私営の職業専門学校がある。さらにドイツ癌研究センターの教育部門であるライフ・サイエンス・ラボラトリーのような教育機関もある。
1984年に同好会として結成された老人のためのアカデミーは60歳以上の老人を対象に幅広い分野の講演会やセミナーといった形で学ぶ機会を提供している。

### 市立図書館
1904年に創設された市立図書館（資料総数20万点以上）は、図書館インデックスの大都市図書館部門で何度も上位にランクされている。

## 文化と見所

### 見所
ハイデルベルクは、第二次世界大戦の空爆によって破壊されることなく、中世そのままのたたずまいを示すバロック様式の旧市街が遺されている数少ない大都市である。旧市街には、全長1.6kmの、ヨーロッパで最も長い歩行者専用道の一つが通っており、その大部分が見所となっている。

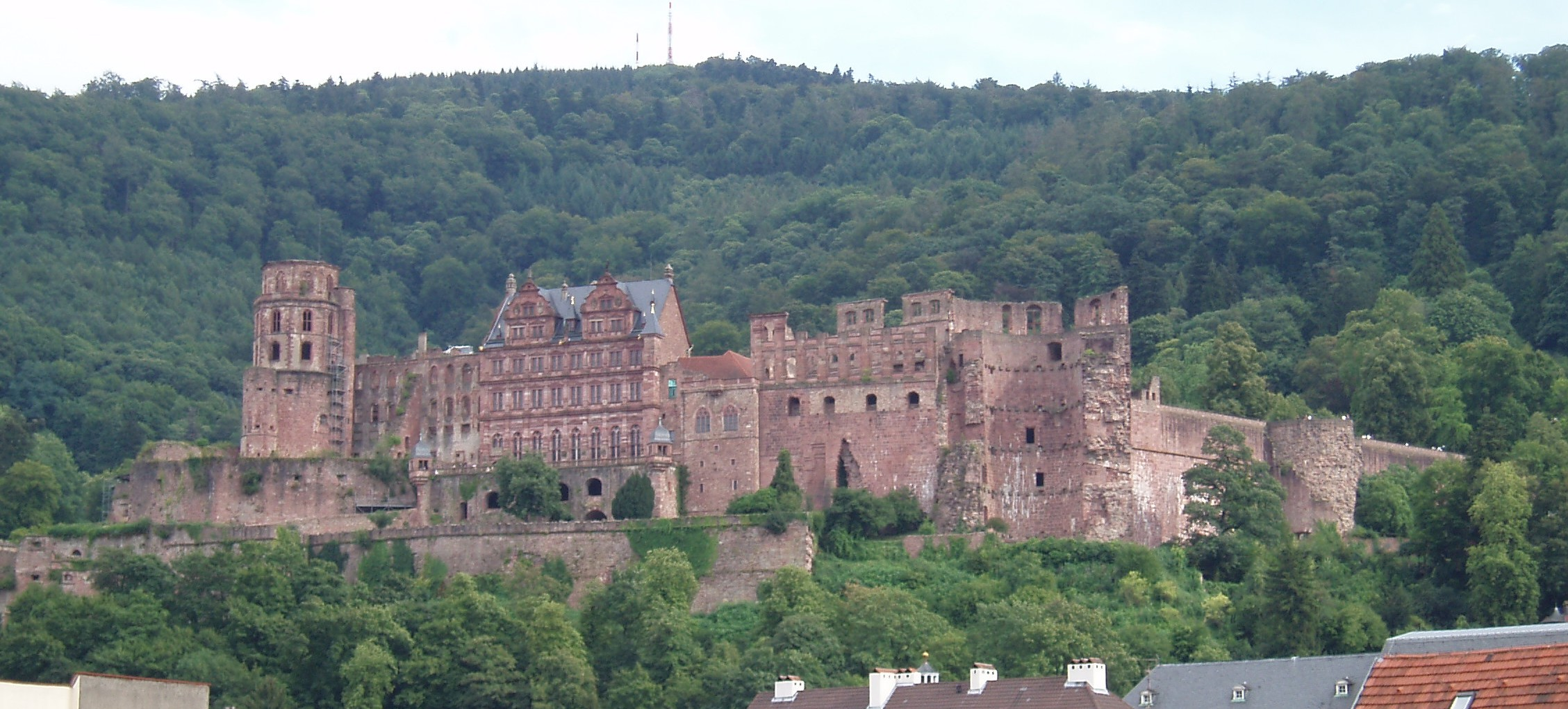
ハイデルベルク城全景

### ハイデルベルク城
ハイデルベルク城は、ドイツで最も有名な城址として知られている。ケーニヒシュトゥールの北斜面、渓谷から80mの高さに位置し、街の風景全体を決定付けている。元々は城砦として築かれたが、その成立についてはよく分かっていない。ネッカー渓谷はこの城の麓付近で幅が狭まり、制圧しやすい地形である。ここはライン川支流の最後の徒渉地であり、後には最後の橋が架けられていた場所であった。選帝侯ルートヴィヒ3世は皇帝ジギスムントの代理としてこの地を治め、1415年のコンスタンツ公会議の後には最高判事として廃位させられた対立教皇ヨハネス23世をこの城に幽閉した。
1615年に刊行されたマテウス・メーリアンのTopographia Palatinatus Rheniに選帝侯ルートヴィヒ5世が「百数年前に新しい城館の建造を始めた」とあり、初めて城館の詳細な記述がなされている。17世紀に城と都市は3度にわたって占領され、破壊された（1622年の三十年戦争時にティリー伯によって占領され、1689年と1693年の破壊はプファルツ継承戦争時にフランス軍によってなされた）。この城はそのたびに再建と増築がなされたが、マンハイムに近代的な宮殿が築かれ、さらに1764年の落雷による火事でこの城の運命は決まった。
再建は断念され、城址は新しくシュヴェツィンゲンの夏の宮殿(de)を建造するための石切場と化し、後にはハイデルベルク市民が建築資材として持ち出した。こうした状態は、19世紀にグライムベルク伯（1830年頃）、ヴィクトル・ユーゴー（1842年）、ウィリアム・ターナー（1817年から1844年までの間たびたび）、マーク・トウェイン（1878年）らが、「悲劇的だが威厳のある城趾」というモチーフを提示するまで続いた。アウグスト・フォン・コツェブーは、ナポレオンの圧政に対する怒りを城址に託して描写した。破壊された城趾は愛国心のシンボルとなっていった。ハイデルベルクの観光業を間違いなく後押ししたのは、1840年の鉄道開通である。駅に近いホテルは人気が急上昇した。19世紀には裕福なロシア人やイギリス人が、20世紀の初めにはヨーロッパの視察に訪れた多くのアメリカ人が、このロマンティックな街ハイデルベルクに立ち寄った。
建造物: 緩やかな傾斜の中庭を囲んで、様々な様式（ロマネスク建築、ゴシック建築、ルネサンス建築）の古い城館建築が建ち並んでいる。5つの塔が城趾に遺されている。かつての鐘楼が渓谷を見下ろしている。バルコニー（侯爵のバルコニー）からはライン盆地が一望できる。渓谷から見上げるとルートヴィヒ館の修復された窓がピカピカと輝いて見える。かつてのstrenge Gartenには様々なロマンティックな装飾（グロッテ、テラス）がなされ、そのままケーニヒシュトゥールの森につながっている。
城内には巨大な樽も保管されている。

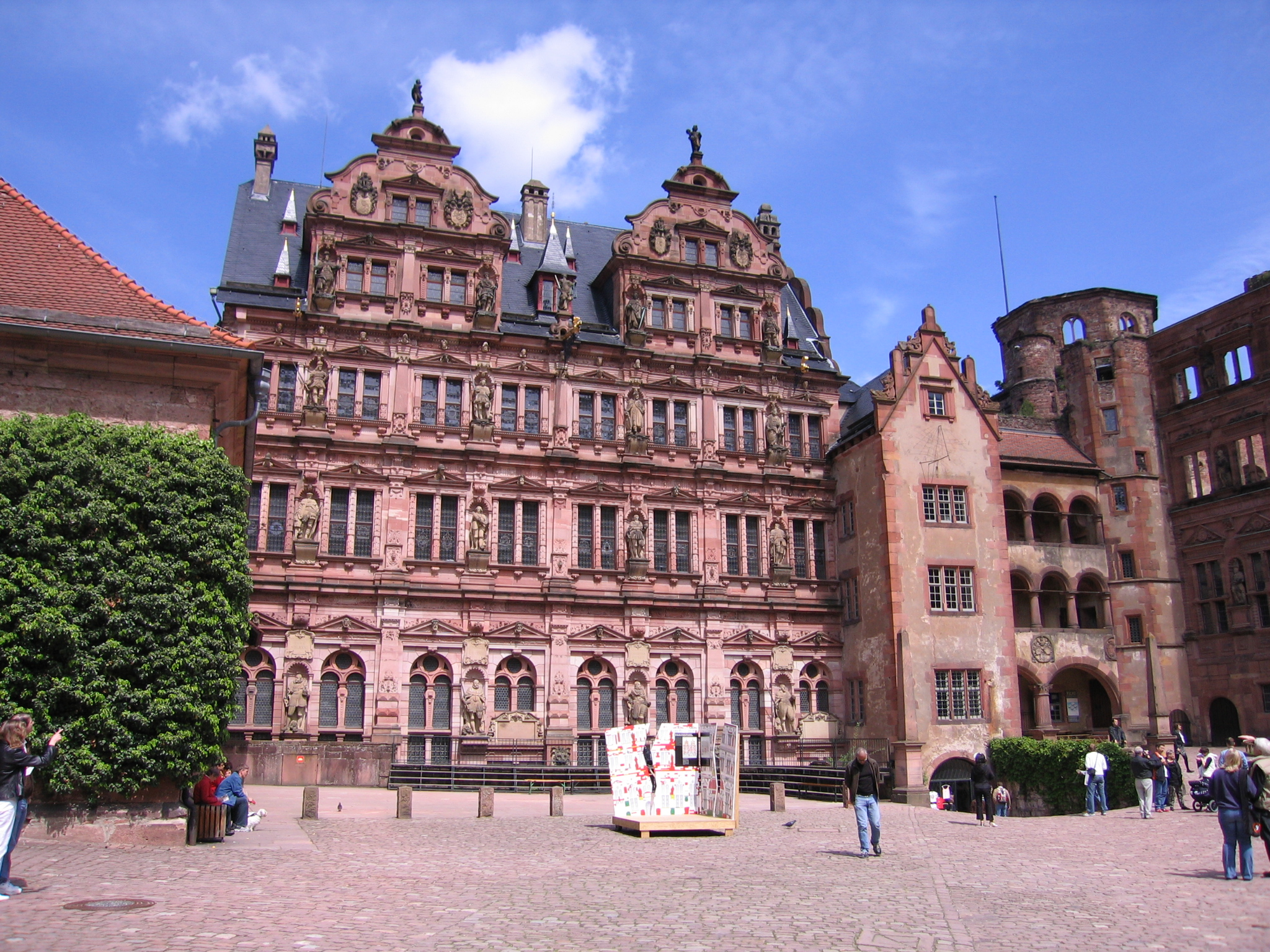
フリードリヒ館
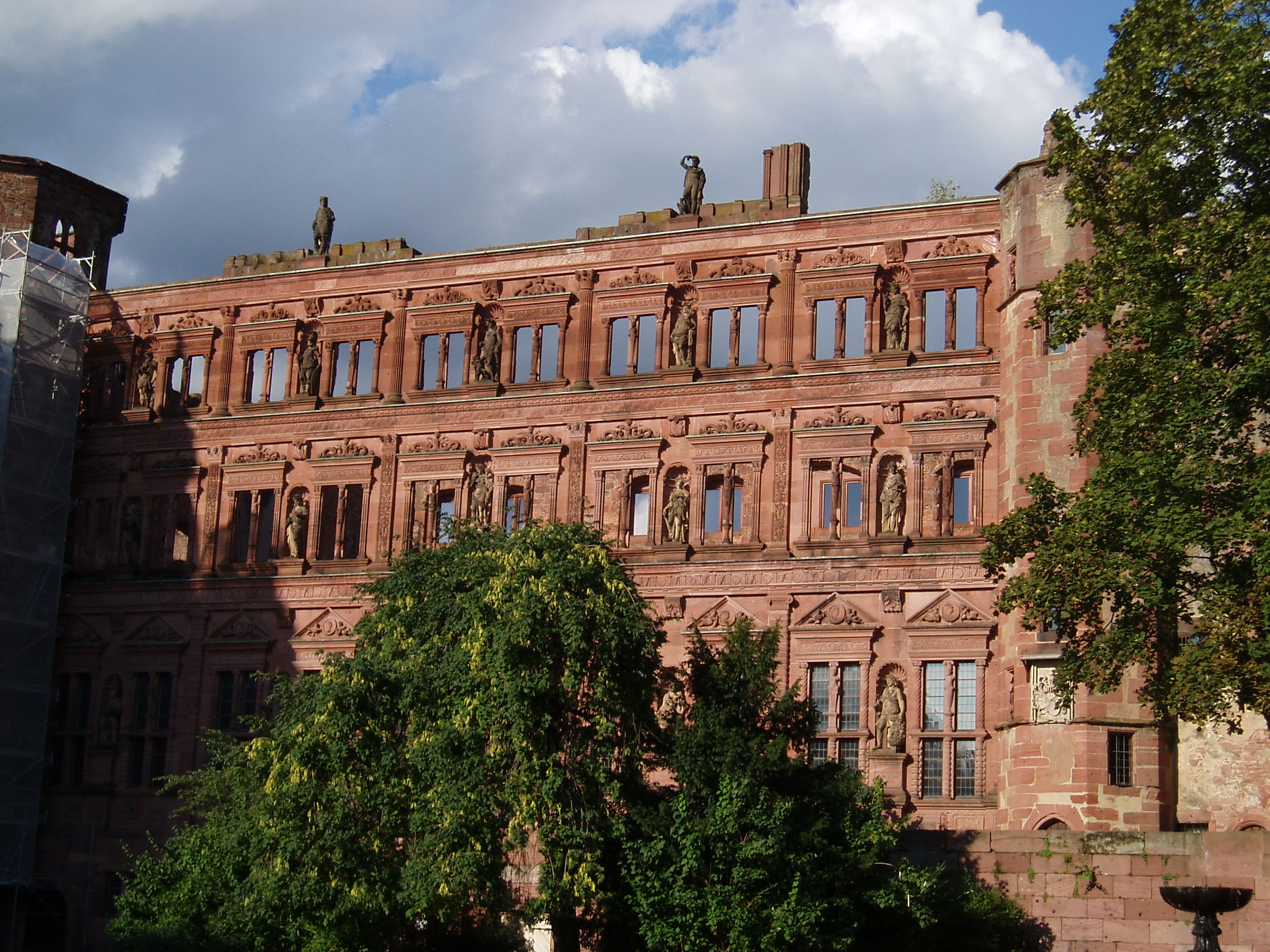
オットハインリヒ館
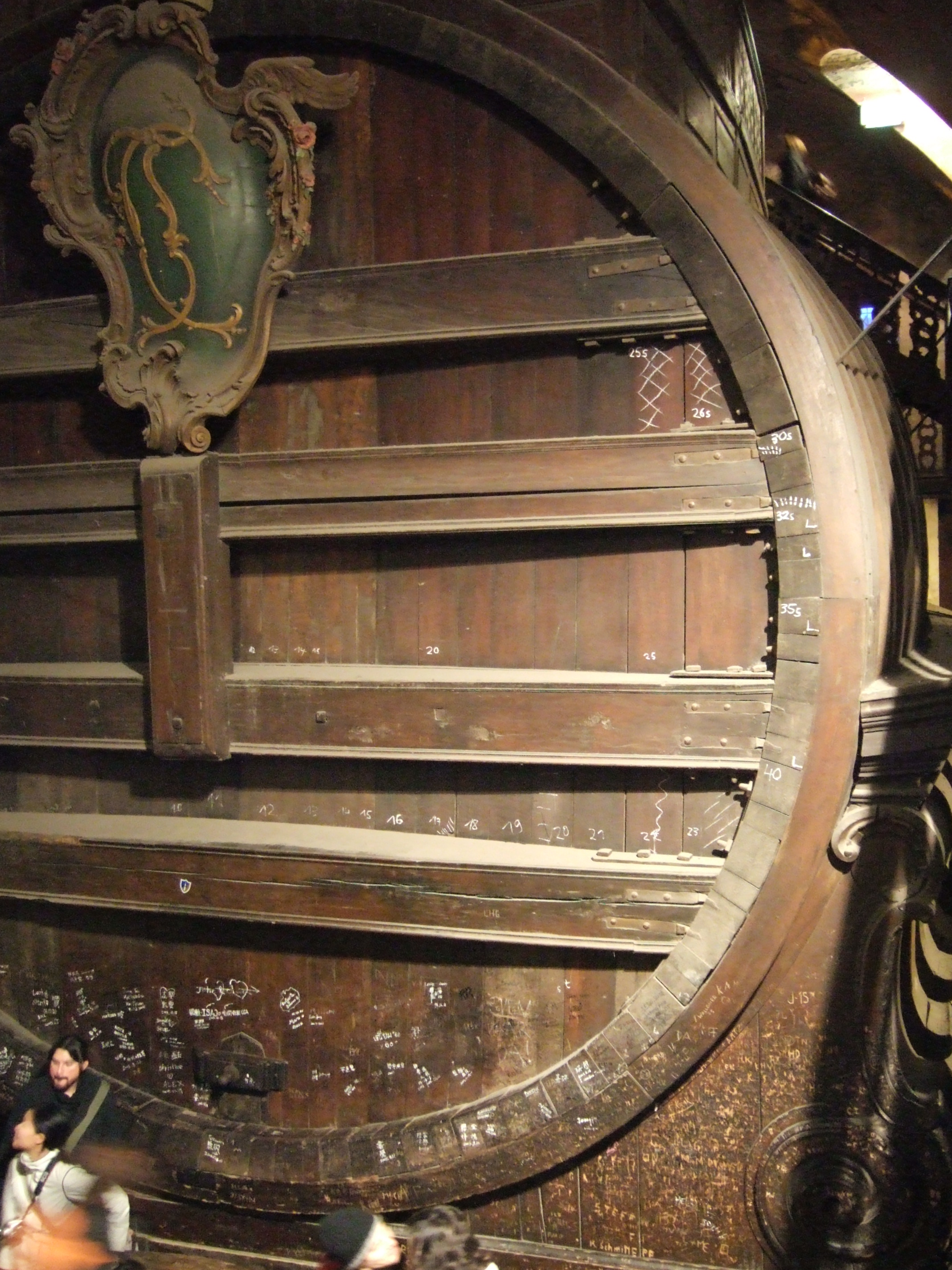
ハイデルベルク城の大樽

### アルテ・ブリュッケ

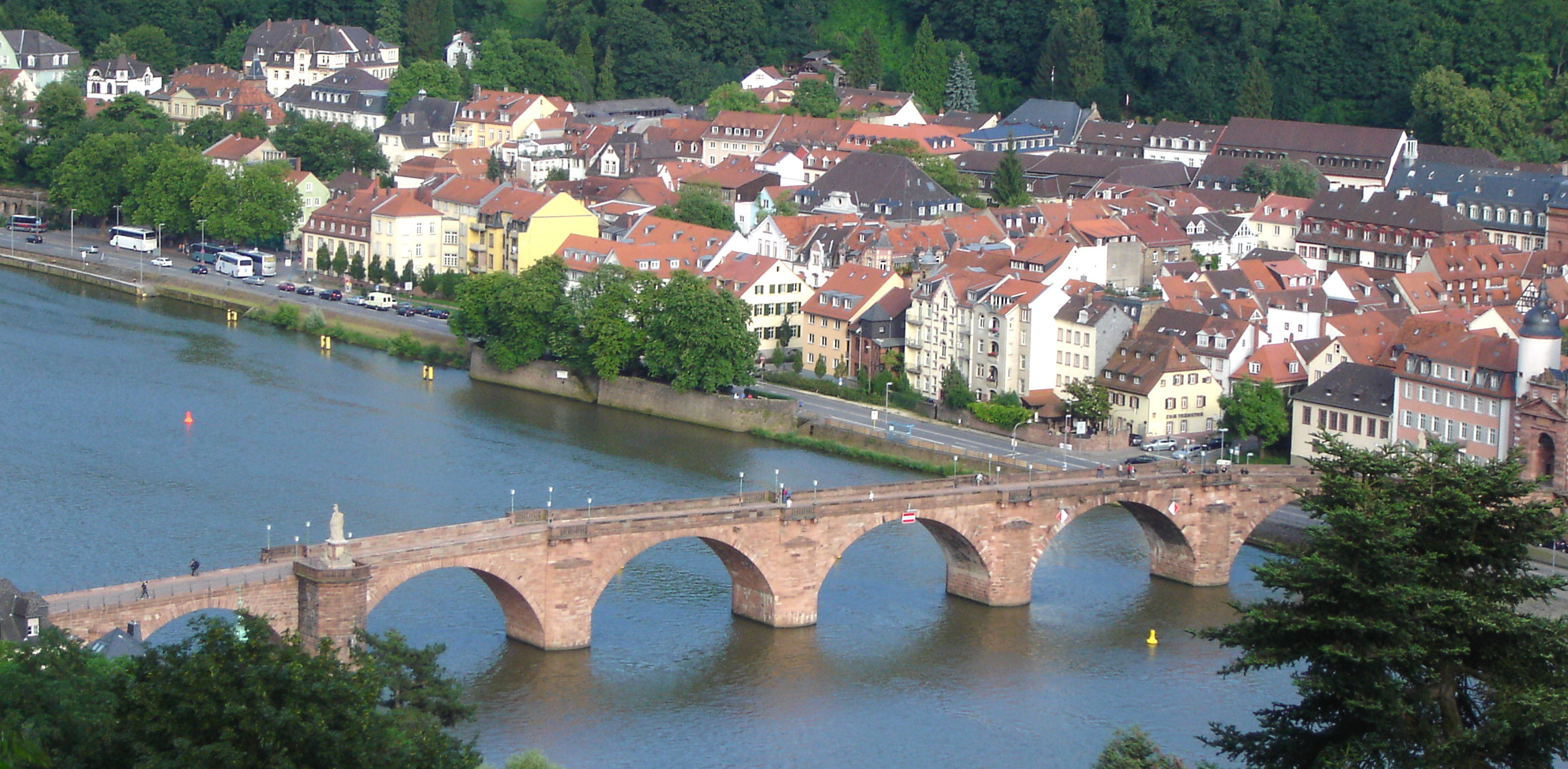
アルテ・ブリュッケ

城は、確かにこの都市の最も重要な象徴的建造物であるが、それはこの都市を印象づける川、橋、城の三要素の一つに過ぎない。
アルテ・ブリュッケ（「古い橋」、en:Old Bridge (Heidelberg)）の公式な名称は「カール＝テオドール橋」である。この橋は、ドイツで最も古い橋の一つである（1248年に初めて記録されている）。この橋は何度も木製の橋が架け替えられてきた。それは春先に割れて流れ出した氷で不定期に、しかし確実に損傷してきたためである。石造りの橋は、第二次世界大戦の末期に進軍してくる連合国軍を阻止するために国防軍によって爆破された。現在の橋は1947年に完全に復元されたものである。

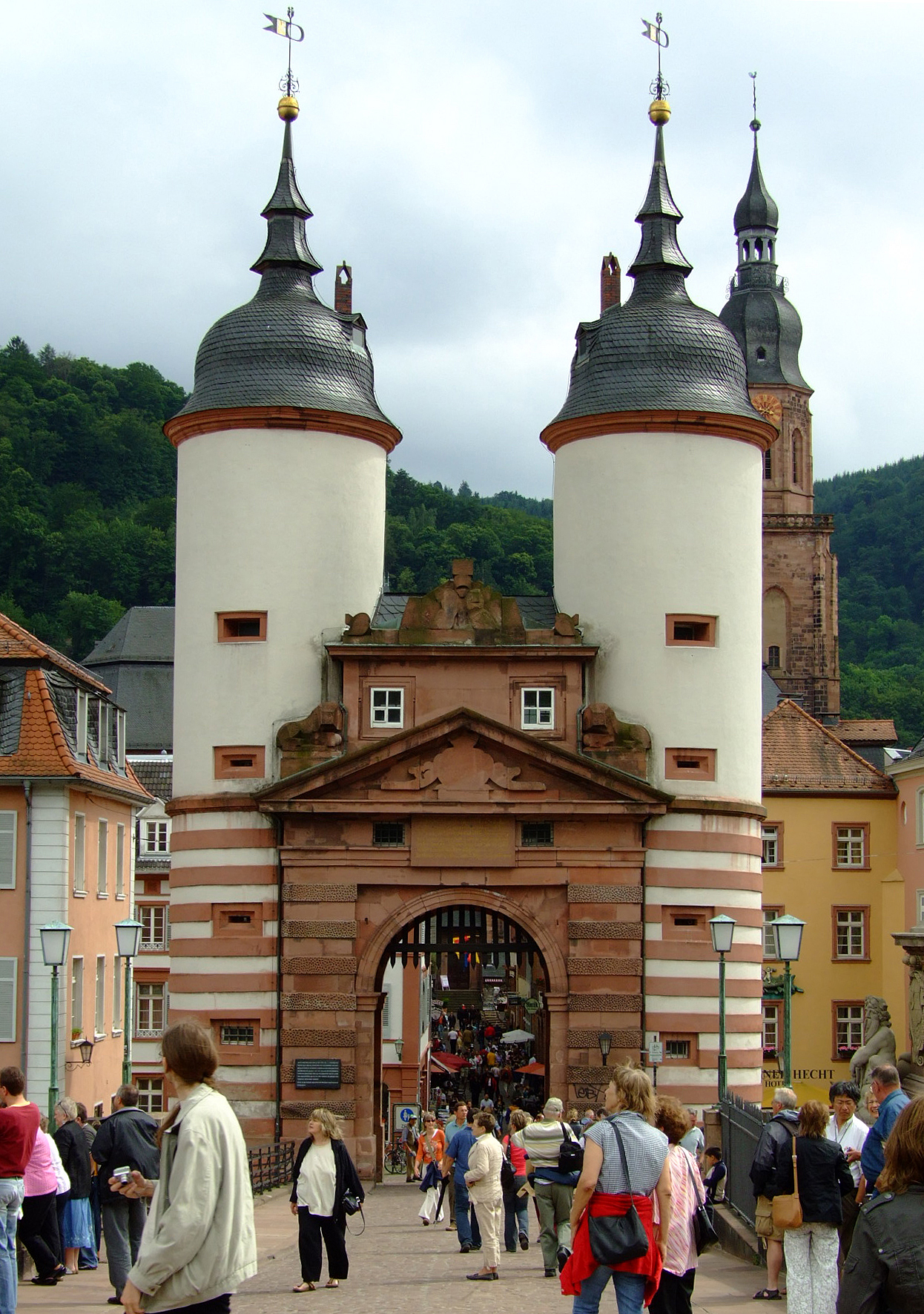
アルテ・ブリュッケの門塔
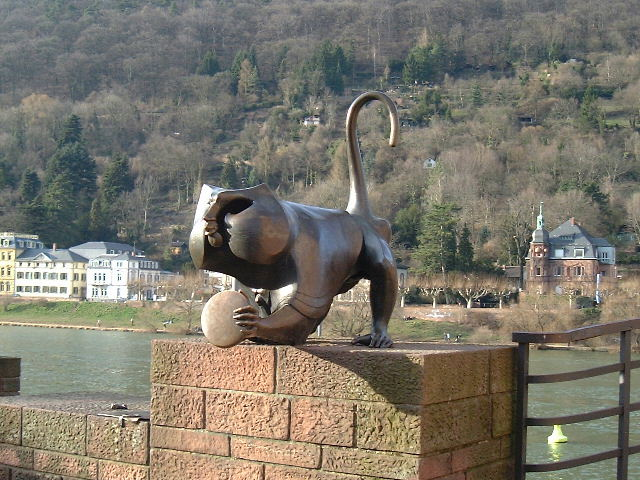
アルテ・ブリュッケのサルの像
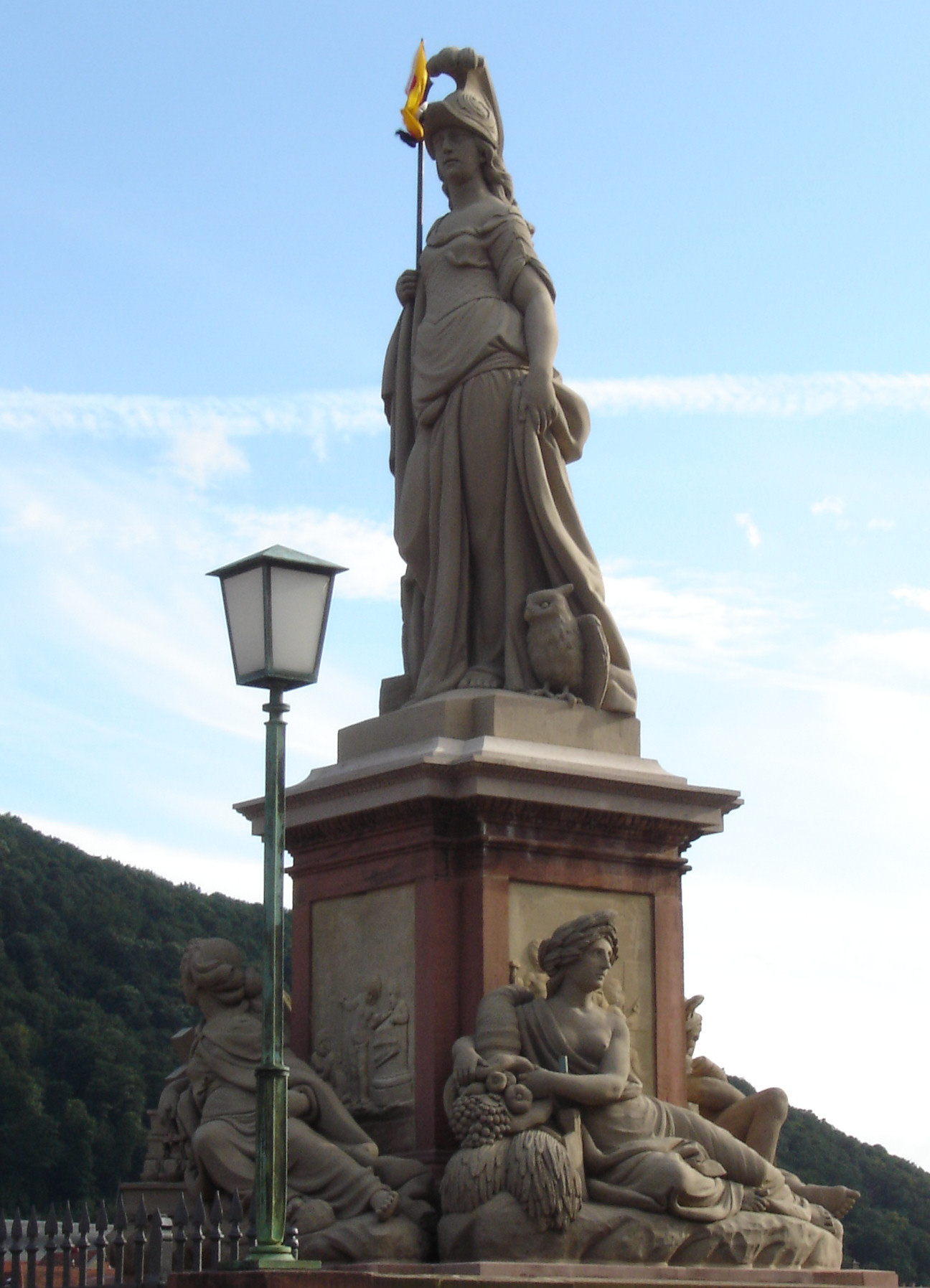
ミネルヴァ像

### 主な教会

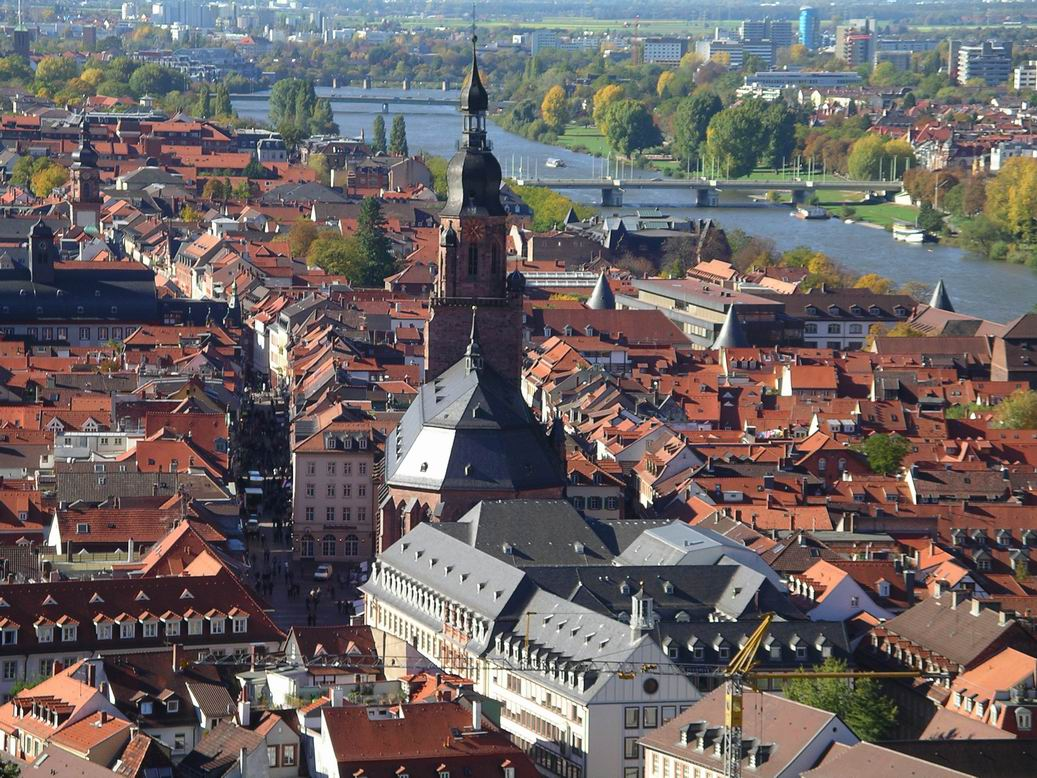
聖霊教会

聖霊教会はハイデルベルクで最も有名な教会である。この教会は市内中央部、ハイデルベルク城からも遠くない場所に位置する。そのファサードは城とともにこのネッカー河畔の街のシルエットを印象づけている。この教会は、かつては名高いパラティーナ図書館の所蔵庫として利用されていたが、三十年戦争の際、手書き本や選帝侯時代の古い印刷本はバイエルン公マクシミリアン1世に略奪され、教皇に献上された。
ハイデルベルクのアルトシュタットで最も古い教会はペータース教会である。ペータース教会は、おそらくハイデルベルクの創設時代にすでに築かれたと推測されている。創建は900年頃と見積もられている。中世後期には大学の礼拝堂となった。また、この教会は約150人の教授や選帝侯の廷臣らの墓所でもある。大学創立当時の総長であるマルシリウス・フォン・インゲーンもここに葬られている。1883年、マルティン・ルターの400回目の誕生日に教会の東側にオークが植えられた。
この近くに、1749年に完成したイエズス教会がある。この教会はハイデルベルクにおける反宗教改革の象徴となる建造物で、かつてのイエズス地区の中心に建てられた。この他、ヴェストシュタットには1904年に献堂されたクリストゥス教会がある。この教会の塔はヴェストシュタット区を象徴する建物である。

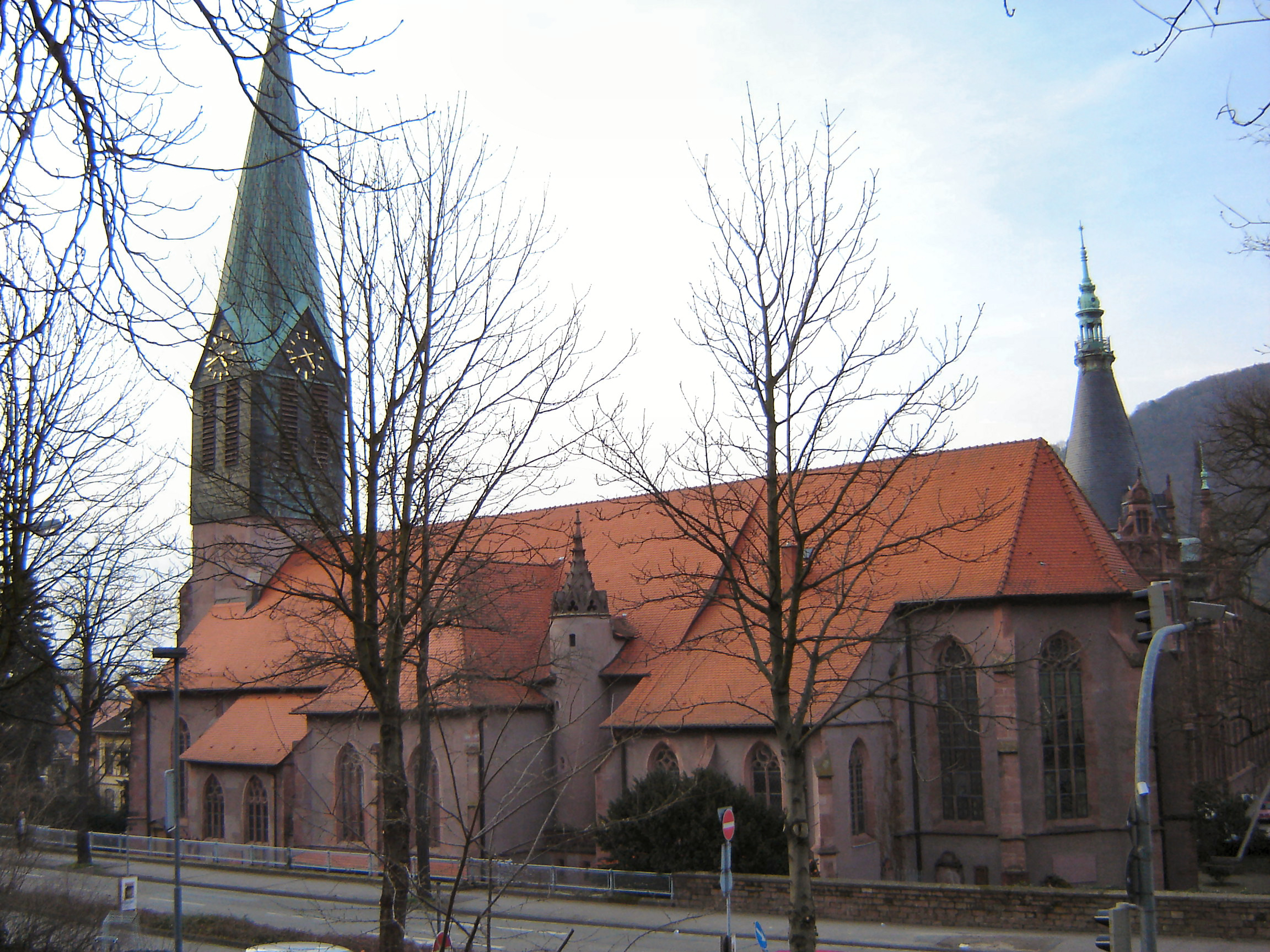
ペータース教会
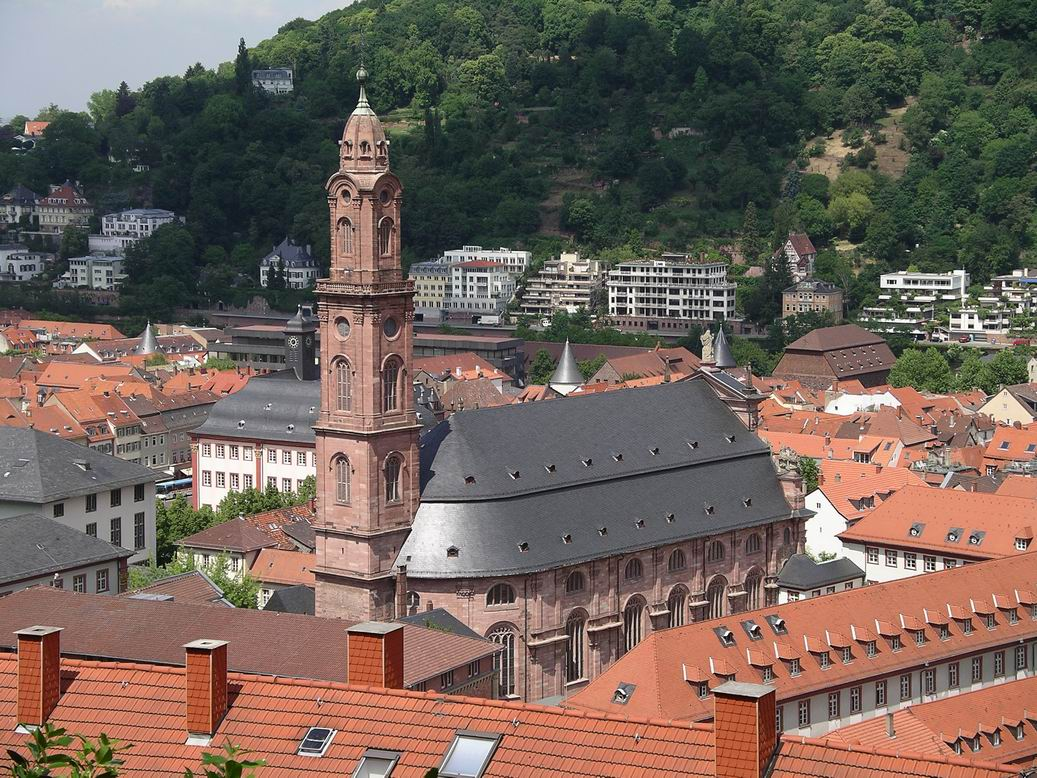
イエズス教会

### 歴史的建造物

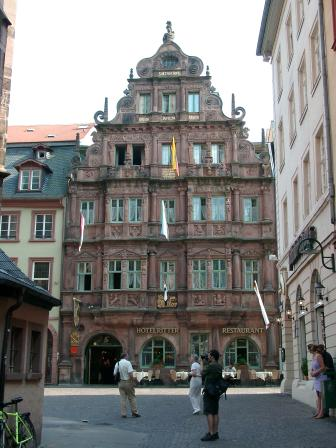
ホテル「騎士亭」

ハイデルベルクに現存する最も古い建物はホテル「ツム・リッター」（騎士亭）である。この建物は、1592年に織物商人の一家によって建設された。アルトシュタットの聖霊教会の向かいに建つこの建物は、ハイデルベルクで最も多くの観光客が訪れる見所である。
アルトシュタットの東端にカールス門がある。このアーチ門は、ハイデルベルク市民から選帝侯カール・テオドールに贈られたものである。建設には6年を要し、1781年に完成した。カールス門には、アーチの上に選帝侯の紋章や、選帝侯とその夫人のポートレイトが掲げられている。
アルトシュタットにはハイデルベルク大学の古い建物が多く保存されている。最も重要なものの一つが、大学図書館である。この建物は大学の中央図書館として用いられ、古い手書きの書類や写本の博物館や、大学の蔵書庫の一部としても用いられている。ここに収められたマネッセ写本は、ドイツ最大で最も有名な中世の歌謡写本である。図書館の建物は、赤色砂岩で造られた古典主義様式の建造物である。

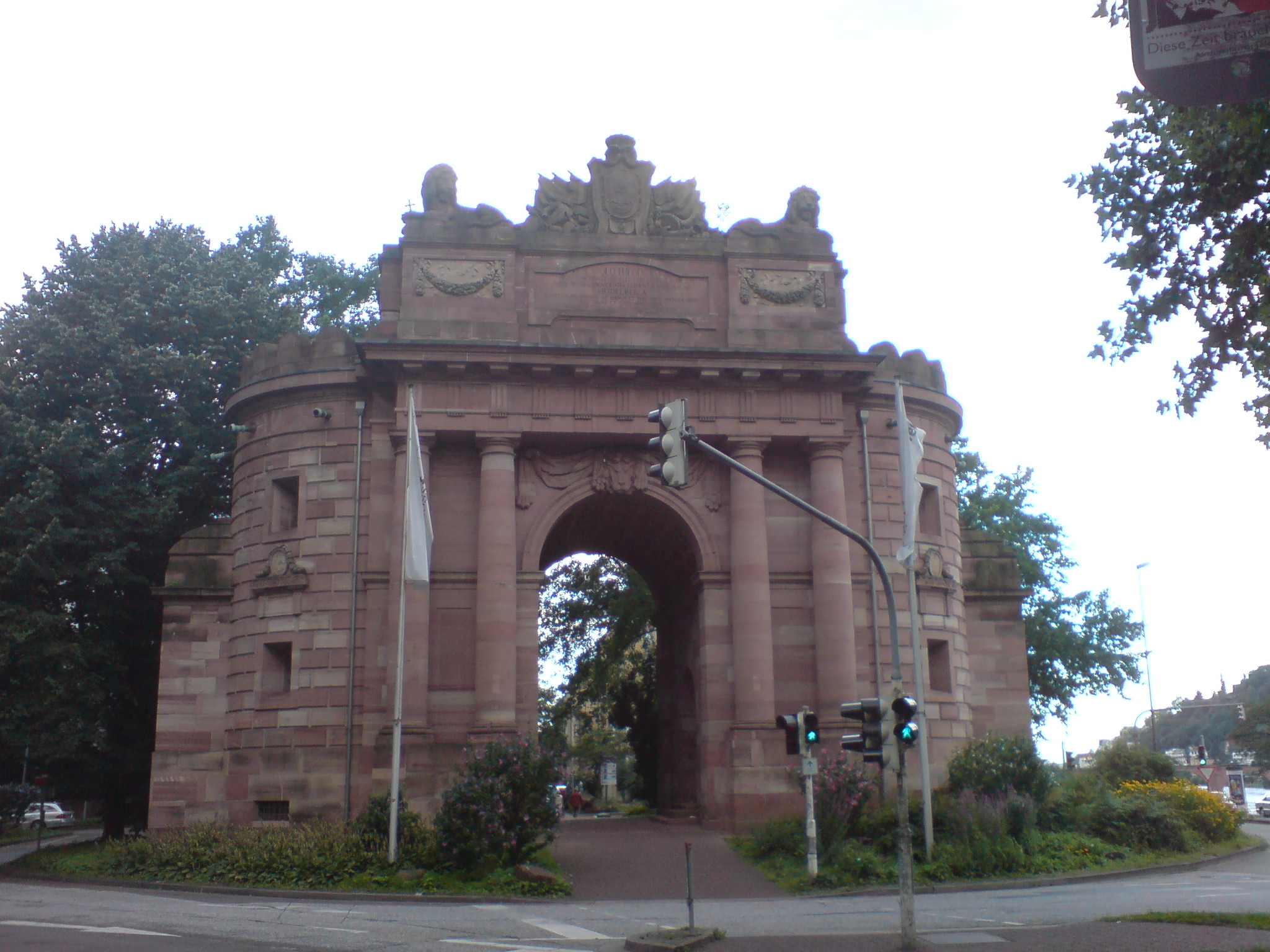
カールス門
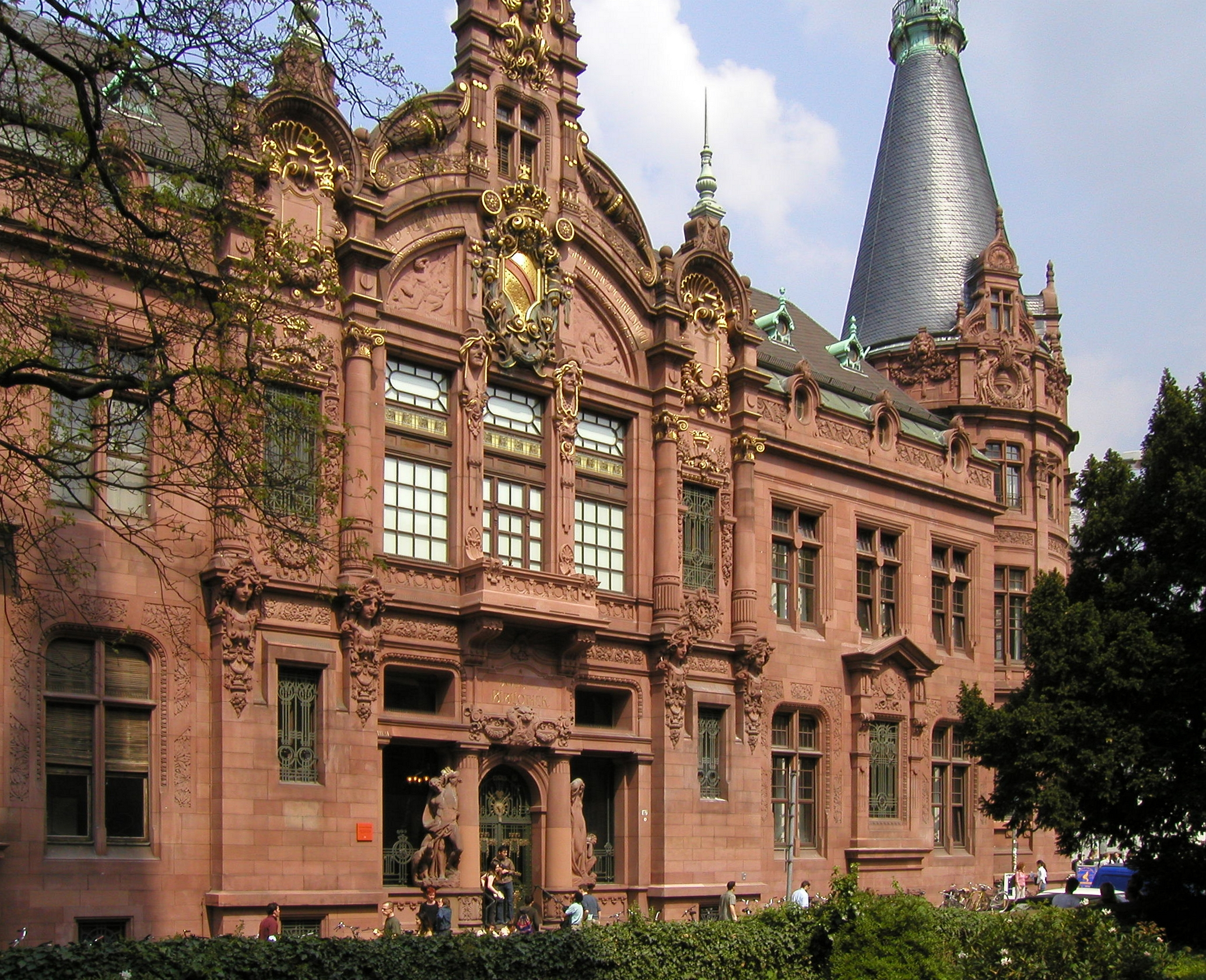
ハイデルベルク大学図書館
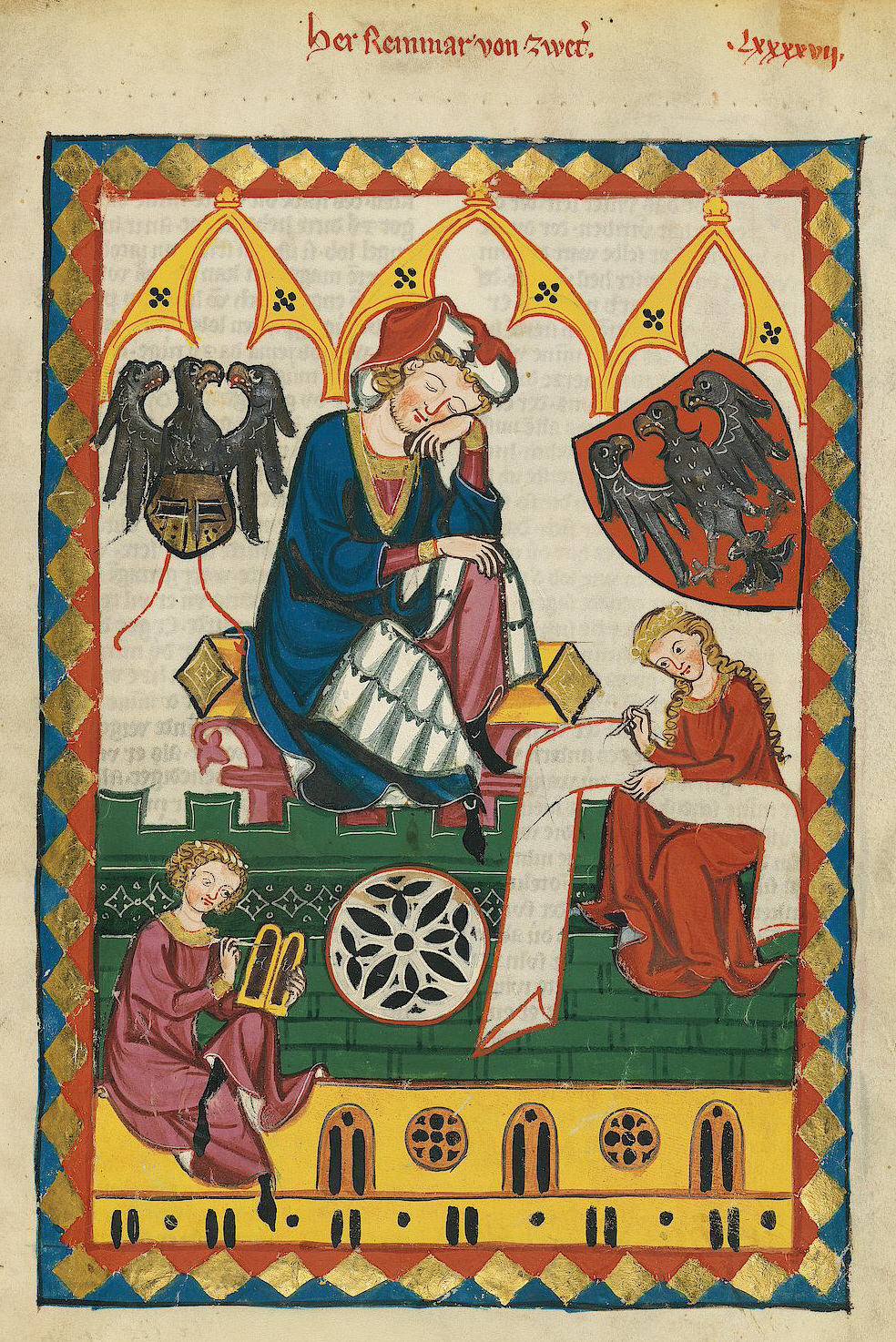
マネッセ写本のページ

### 近代建築
国家社会主義の時代にハイリゲンベルクに民会場が造られた。民会場は、ギリシア劇場風の野外劇場として用いられた。国家労働奉仕団によって建設され、1935年にヨーゼフ・ゲッベルス臨席の下で完成式典を祝った。民会場は、特にプロパガンダの場であった。現在では様々な分野の舞台芸術文化が上演される野外劇場として利用されている。
ヴェストシュタットのシナゴーグも特筆に値する。1938年11月9日から10日の「水晶の夜」にハイデルベルクのユダヤ教施設に火がかけられた。このため、終戦後の1945年に新たに組織されたユダヤ教徒の市民たちには決まった祈りの場がなかった。組織は各所を転々とした後、1994年に現在の新しいシナゴーグが完成した。
ベルクハイムには、現在はプールとして使われていない水浴・水泳プールがある。ユーゲントシュティールの屋内プールとして保存されている（旧屋内プール）。
ハイデルベルク・テレビ塔、ハイデルベルク通信塔、ハイデルベルク米軍通信塔は、ハイデルベルクが通信分野でも重要な役割を果たしていることを示している。これら3つの通信塔は、いずれもケーニヒシュトゥールの上にある。
現在は会議・文化センターとなっている市立ホールは1901年から1903年に建設された、赤色砂岩のファサード（泡沫会社設立時代のルネサンス様式とユーゲントシュティールの混交様式）を持つネッカー河畔の文化施設である。

### 歴史的な場所

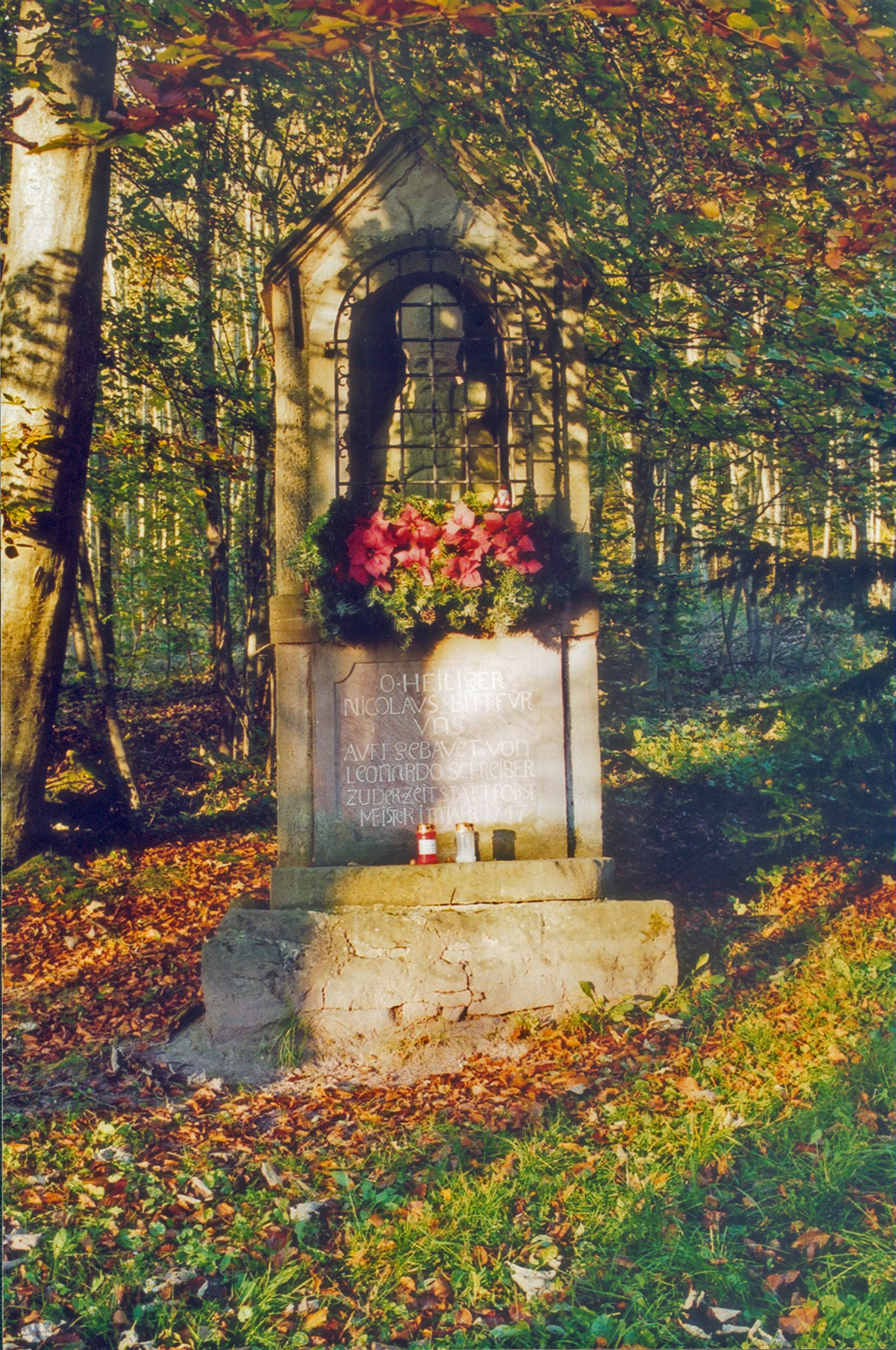
聖ニコラウス像

牧歌的なハイデルベルクのアルトシュタットを望む最適な場所の一つが哲学者の道である。この道は、ハイデルベルク城の対岸にあたる河畔からハイリゲンベルクをやや上った位置を通っている。詩人のヨーゼフ・フォン・アイヒェンドルフはこの道からハイデルベルクを眺め、新しい作品のインスピレーションを得たと言われる。
ハイデルベルクのベルクフリートホーフはドイツで最もロマンティックな墓所の一つである。ドイツ国初代大統領のフリードリヒ・エーベルトや学者のカール・ボッシュやロベルト・ブンゼンを初め多くの著名な人物がここに葬られている。戦争やホロコーストによる死者のための記念碑も多く建てられている。
ドライ・アイヒェンの近くに1747年に建立された聖ニコラウス像がある。ある林務官が森の中で猛烈な雷雨に遭った。雷が近づき危険な状態になった時、林務官は多くの守護聖人の中でも聖ニコラウス一人に命をゆだねて祈りを捧げた。雷は林務官のすぐ近くに落ちたが彼に怪我はなかった。彼は聖ニコラウスに感謝を捧げ、その像を建立した。1990年に暴風雨がハイデルベルクの森で荒れ狂い、森の大部分が壊滅状態になったときも、聖ニコラウス像だけはまったく無傷であった。毎年12月6日には聖ニコラウスが付近の集落を訪れ、子供たちを楽しませている。

### 旅行者のためのインターネット情報サービス
ハイデルベルクは、2006年12月にドイツで初めて無線LANネットワークが整備された。旅行客はハンディコンピュータなどを使ってアルトシュタットの見所やレストランを調べることができる。

### 博物館

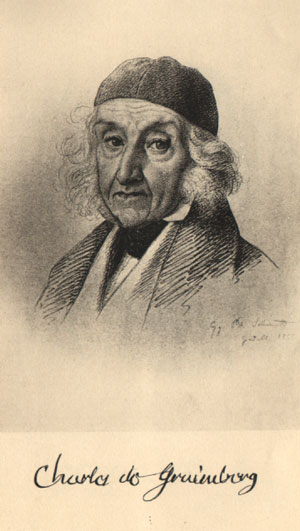
シャルル・ド・グライムベルク伯

ハイデルベルクの都市とプファルツ選帝侯の歴史についてはプファルツ選帝侯博物館（Kurpfälzische Museum）に展示されている。この博物館の成立にはフランス人亡命者のシャルル・ド・グライムベルク伯が携わっている。彼は1810年からプファルツ選帝侯の年代記に興味を持ち始めた。彼の、貨幣、武具、絵画、その他の史料コレクションがこの博物館の展示物の基礎を形作ったのである。有名なティルマン・リーメンシュナイダーの十二使徒の祭壇もグライムベルクが獲得したものである。1879年に市はこれらの私的コレクションを購入し、1908年にモーラス邸の入り口に博物館を開館した。博物館の収蔵品は急速に増加し、現在ではプファルツ選帝侯領の歴史を前史時代まで遡って知ることができる。
連邦全土に知られた博物館としては、ドイツのジプシーとロマの文書・文化センター(Dokumentations- und Kulturzentrum Deutscher Sinti und Roma)がある。
民俗博物館(Völkerkundemuseu)はアジア、アフリカ、オセアニアの芸術作品や民俗学資料のコレクションを展示している。この博物館では、これらの地域の民俗芸術、世界観、儀式の一端に触れることができる。民俗博物館は、1921年に創設され、現在はヴァイマール邸を利用している。この博物館は創設当初から、1919年にヴィクトール・モーリッツ・ゴルトシュミットによって設立されたJ. & E. von Portheim財団が運営している。このユダヤ人学者の広範なコレクションが博物館の基礎となったのである。
14の市区のうち5市区（ハントシュースハイム、キルヒハイム、ノイエンハイム、ロールバッハ、ツィーゲルハウゼン）が郷土博物館を運営している。各市区それぞれの歴史が紹介され、興味深い公開講座に参加することもできる。
アルトシュタットの中心部にあたるプファッフェン通りのフリードリヒ・エーベルトの生家は、19世紀後半にハイデルベルクに住んだ手工業者の家庭生活を印象深く紹介している。
ハイデルベルク大学は、膨大なコレクションとイベントが用意されており、ハイデルベルクの博物館の中でも巨人的存在である。大学の多くの研究所や学部が、一般に見学可能な膨大なコレクションを所蔵している。エジプト学、植物学、古生物学、動物学といった、様々な知識に門外漢もふれることができる。また、ハイデルベルク大学には大学が運営する博物館もある。こうしたあらゆる施設の中でも傑出した施設が2つある。学生牢と大学図書館である。学生牢は、旧大学の学生博物館の一部となっている。この施設は、反抗的な学生に対する牢獄として利用された。ここに収監された学生があらゆる種類の筆記具を使って牢の壁に書いた母校に対するフラストレーションが現在まで保存されている。大学図書館には、数多くの新しい書籍とともに有名な古書籍や手稿が収蔵されている。中高ドイツ語歌謡の手書き本であるマネッセ写本の存在は特筆に値する。この「マネッセの手書き歌謡集」は最も広範で最も重要な中世の詩集なのである。そのコピーは大学図書館でいつでも見ることができる。
マンハイム、ルートヴィヒスハーフェン・アム・ラインと共同で毎年開催される「博物館の長い夜」は、この種の催しとしてはベルリンに次いでドイツで2番目に大規模な催しである。
ハイデルベルク動物園は1934年に開設され、毎年50万人が訪れる。約200種1000頭の動物がいる。
この他に以下の博物館がある。
- ハイデルベルク・カール・ボッシュ博物館
- ドイツ薬局博物館

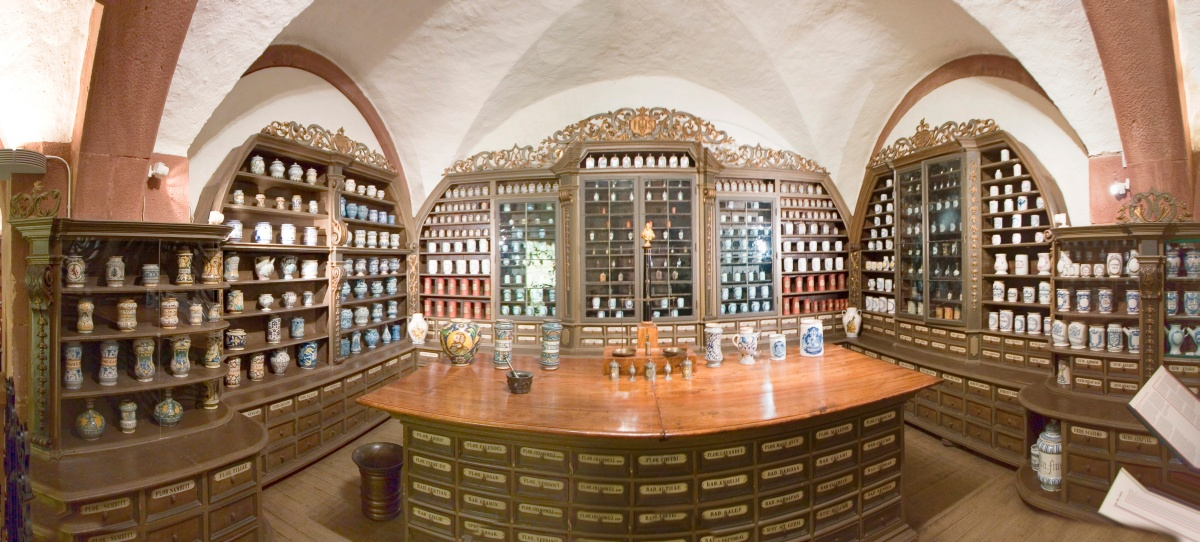
ドイツ薬局博物館

- ジョン・ラーベ・コミュニケーション・センター

### スポーツ
スポーツはハイデルベルクで重要な価値を持っている。この都市は、スポーツクラブを後援する特別なプログラムを実施している。2006年現在、ハイデルベルクには120のスポーツクラブ、22の市立スポーツ施設、40の体育館がある。ハイデルベルクはまた、ドイツにおけるラグビーの中心地の一つで、市内に5つのラグビー・クラブがある。
ハイデルベルクで最も会員数の多いスポーツクラブは1889年に体操クラブとして設立されたTSG Rohrbachである。このクラブは、北部バーデンの10大スポーツクラブに数えられている。バスケットボールクラブのUSCハイデルベルク、水泳クラブのSVニッカー・ハイデルベルクを初めハイデルベルクのいくつものクラブが何度もドイツ・チャンピオンになっている。
ハイデルベルクの3つの学校、ヘルムホルツ・ギムナジウム、ヨハネス・ケプラー実科学校、ヴィリー・ヘルパッハ・シューレからなる学校群が、2003年にドイツ体育連盟から「スポーツ・エリート校」の称号を得た。この称号は、各校が共同する特別なスポーツ振興プログラムに対して与えられたものである。このプログラムにより、すでに多くのドイツ・チャンピオンや国際的に活躍する人材が輩出されている。スポーツ・エリート校はバーデン＝ヴュルテンベルク州全体でも他に3校、シュトゥットガルト、フルトヴァンゲン、タウバービショフスハイムにそれぞれあるだけである。
1972年には、第4回夏季パラリンピックがハイデルベルクで開催された。

### 年中行事
ハイデルベルクでは、様々な種類の祭りが行われている。
- 3月/4月: 「ハイデルベルクの春」 ― 国際的な音楽家を招いて行われるクラシック音楽や現代音楽の音楽祭
- 3月/4月: ハイデルベルクの国際イースター・マーケット
- 復活祭前の3週間（喜びの主日）: 冬送りの祝日パレード
- 4月最終週末: ハーフマラソン
- 4月/5月: 「ハイデルベルク・シュトュック・マルクト」 ― 若い作家の演劇祭
- 4月/5月: 「ハイデルベルガー・シンポジウム」
- 初夏: 市が設立したクレメンス・ブレンターノ賞の授賞式
- 5月: メス広場での「春のメッセ」
- 5月: ハイデルベルクのレガッタ・レース
- 7月: 広場や劇場で行われる「演劇マラソン」
- 7月/8月: 「ハイデルベルク城内演劇祭」
- 7月/8月: 「ハイデルベルクマン」― トライアスロン
- 6月から9月: 6月・9月の各第1土曜日と7月の第2土曜日に行われる「ハイデルベルク城ライトアップ」アルト・ブリュッケでの花火
- 9月最終土曜日: 「ハイデルベルクの秋」アルトシュタットと歩行者専用区域で行われる祭
- 10月: 秋のメッセ
- 10月/11月: 「エンジョイ・ジャズ」国際的なジャズ・フェスティバル
- 11月: マンハイム＝ハイデルベルク国際映画祭
- 11月/12月: アルトシュタットのクリスマス・マーケット

### 詩歌におけるハイデルベルク
詩の世界でハイデルベルクほど重要な役割を担った都市は、他にほとんど例がない。ゲーテやクルト・トゥホルスキーといった文学上の偉人が、その作品でハイデルベルクを採り上げ、ネッカー河畔のこの街にその作品を捧げている。特に有名な作品が2つある。ヨーゼフ・ヴィクトール・シェッフェル作の『アルト・ハイデルベルク、麗しの街』とフリードリフ・ライムントが1927年に作曲したオペレッタの曲『Ich hab' mein Herz in Heidelberg verloren』（『ハイデルベルクで恋をした』）である。この他に、たとえばフリードリヒ・ヘルダーリンの詩『Lange lieb ich dich schon』（『ずっと前から君を愛してる』）、クレメンス・ブレンターノの詩『Lied von eines Studenten Ankunft in Heidelberg』（『ハイデルベルクに着いた学生の歌』）、ヴィルヘルム・マイヤー＝フェルスターの戯曲『アルト・ハイデルベルク』などがある。

### ドイツ文学との関わり
- 「長く「ドイツ詩学の父」と仰がれた」（岡田/リンケ）マルティン・オーピッツ（Martin Opitz; 1597-1639）は、1619年から1620年まで大学生・家庭教師としてハイデルベルクに滞在した[33]。
- ヨハン・ハインリヒ・ユング＝シュティリング（Johann Heinrich Jung=Stilling; 1740-1817）は、その自伝小説が時代を超えて読み継がれたが、ハイデルベルク大学教授として1784年から1787年まで農学（Landwirtschaft）を、1803年から1806年まで国家学（Staatswissenschaften）を講じた[34]。
- ゲーテは合計5度にわたりハイデルベルクに滞在している。60代に訪れた時には、『西東詩集』の詩篇を制作中であり、相聞歌を歌った相手のマリアンネ・ヴィレマーもハイデルベルク滞在中のゲーテを訪れている。ハイデルベルク城の庭には日本からヨーロッパに伝わった銀杏の木が植えてあり、ゲーテはマリアンネに一枚の銀杏の葉を、「一枚が二つに分かれたのか、二枚が一つに結んだのかわかりません」と言い添えて彼女に贈った。なお、「銀杏」を歌った詩 ”Gingo biloba” は彼女の継娘に送っている[35]。
- 「ドイツ抒情詩の最高の作品を生みだしながら、生前には真価が認められなかった」（岡田/リンケ）フリードリヒ・ヘルダーリン （Friedrich Hölderlin; 1770-1843）は1795年ハイデルベルクで、フランクフルトの医師と知り合いになり、その紹介でフランクフルトの銀行家ゴンタルト家の家庭教師となった。彼はその家の夫人ズゼッテに、「彼が理想の時代として熱愛する古代ギリシャの女性をまのあたりに見る気がし」（手塚/神品）、彼女に多くの詩を捧げた。彼は頌詩『ハイデルベルク』を著わした[36]。
- 「ドイツ語とドイツ小説にかつてない豊富な可能性を開いた作家」（手塚/神品）ジャン・パウル（Jean Paul; 1763-1825）は1817年と1818年の夏をハイデルベルクで過ごした。ハイデルベルク大学により名誉博士号を授けられている[37]。
- クレメンス・ブレンターノ （Clemens Brentano; 1778-1842）はアヒム・フォン・アルニム （Achim von Arnim; 1781-1831）とともにハイデルベルク・ロマン派の代表的人物である。彼らはハイデルベルクで『隠者新聞』（Zeitung für Einsiedler）を発行し、有名な『少年の魔法の角笛』（Des Knaben Wunderhorn）を出版した[38]。
- 後期ロマン派の詩人で今日も愛唱されている詩歌の作者ヨーゼフ・フォン・アイヒェンドルフ （Joseph von Eichendorff; 1788-1857）はハイデルベルク大学で学び、クレメンス・ブレンターノやアヒム・フォン・アルニムと交友し、『少年の魔法の角笛』の編集に協力した[39]。
- 自伝的教養小説の傑作を著わした ゲルトルート・フォン・ル・フォール（Gertrud von Le Fort; 1876-1971）はハイデルベルクの町と大学に魅せられ8学期間この大学で学んでいる。恩師である宗教哲学者エルンスト・トレルチ（Ernst Troeltsch）教授の死後、その遺稿『信仰論』を出版した。晩年、この地での学生時代を回顧して、ヘルダーリンを念頭に、「ハイデルベルクについて書くことは、私たちにとってほとんど不可能である。それが出来たのはただ一人の人である」と述べている[40]。

## 人物

### 出身者
- ルートヴィヒ3世（1424年 - 1449年）プファルツ選帝侯
- フィリップ（1448年 - 1508年）プファルツ選帝侯
- アルノルト・シュリック（1460年 - 1521年）オルガン奏者、作曲家、オルガン鑑定人
- エリザベート・シャルロット・ド・バヴィエール（1652年 - 1722年）オルレアン公妃
- ヨーゼフ・ジュス（1692年または1698年 - 1738年）銀行家
- カール・フィリップ・フォン・ヴレーデ（1767年 - 1838年）バイエルンの陸軍元帥、外交官
- カール・ロットマン（1797年 - 1850年）風景画家
- ヴィルヘルム・トリュプナー（1851年 - 1917年）画家
- マックス・ヴォルフ（1863年 - 1932年）天文学者
- フリードリヒ・エーベルト（1871年 - 1925年）政治家(SPD)、帝国議会議員、州議会議員（ブレーメン）、ヴァイマル共和政の初代大統領
- アントン・シュタウス（1872年 - 1952年）機械製造者、天文学者
- エルンスト・ユンガー（1895年 - 1998年）文筆家
- ヴォルフガング・メッツガー（1899年 - 1979年）心理学者、ベルリン学派ゲシュタルト心理学の創始者
- エルンスト・ルスカ（1906年 - 1988年）電子顕微鏡の発明者
- ラーマ8世（1925年 - 1946年）タイ国王
- クラウス・シュッツ（1926年 - ）政治家(SPD)、西ベルリン市長
- カール・ベルガー（1935年 - ）音楽学者、作曲家、ピアニスト、ジャズ・ヴィブラフォン奏者
- フーベルト・ブルダ（1940年 - ）芸術史家、出版業者
- ディートマール・ホップ（1940年 - ）企業家、SAP AGの創始者の一人
- テオドール・ヘンシュ（1941年 - ）物理学者、マックス・プランク研究所量子物理学部門責任者、2005年ノーベル物理学賞受賞者
- シルヴィア（1943年 - ）スウェーデン王妃
- ジャクソン・ブラウン（1948年 - ）ロックミュージシャン
- ルーフル・ベック（1957年 - ）舞台、映画俳優
- ヴォルフガング・ケターレ（1957年 - ）2001年ノーベル物理学賞受賞者
- フォルカー・ヴァイドラー（1962年 - ）レーシングドライバー
- パスカル・ロラー（1976年 - ）バスケットボール選手
- ケン・ドゥーケン（1979年 - ）俳優
- クリスティアン・ツァイツ（1980年 - ）ハンドボール選手
- ビッグ・シック・ベン（1980年 - ）プロレスラー
- ネルソン・ピケJr.（1985年 - ）レーシング・ドライバー
- マリウス葉（2000年 - ）Sexy Zone

### ゆかりの人物
- マックス・ヴェーバー（1864年 - 1920年）経済学者、社会学者
- アルフレッド・ヴェーバー（1868年 - 1958年）社会経済学者、マックス・ヴェーバーの弟
- ルカーチ・ジェルジ（1885年 - 1971年）ハンガリーの哲学者、文学者
- ゲオルク・ウィッティヒ（1897年 - 1987年）1979年ノーベル化学賞受賞者
- ハンナ・アーレント（1906年 - 1975年）政治思想家
- エーリヒ・フロム（1906年 - 1980年）社会心理学者

### 言及文献
- 生松, 敬三 (1980), ハイデルベルク ある大学都市の精神史, 講談社学術文庫, 1050, 講談社 (1992-11発行), ISBN 4061590502

### 全般、歴史
- Richard Benz: Heidelberg. Schicksal und Geist, Jan Thorbecke Verlag Sigmaringen, 2. Auflage 1975, ISBN 3-7995-4008-3
- Elmar Mittler (Hrsg.): Heidelberg. Geschichte und Gestalt, Universitätsverlag C. Winter, Heidelberg 1996, ISBN 3-921524-46-6
- Oliver Fink: Kleine Heidelberger Stadtgeschichte, Regensburg 2005, ISBN 3-7917-1971-8
- Andreas Cser: Kleine Geschichte der Stadt Heidelberg und ihrer Universität. Verlag G. Braun, Karlsruhe 2007, ISBN 978-3-7650-8337-2
- Michael Buselmeier (Hrsg.): Heidelberg Lesebuch. Stadt-Bilder von 1800 bis heute, Frankfurt a. M., 1986
- Günter Heinemann: Heidelberg. Verlag Brigitte Guderjahn, Heidelberg 1996, ISBN 978-3-924973-01-8
- Karl Pfaff: Heidelberg und Umgebung. Verlag Brigitte Guderjahn, Heidelberg 1995 (nach der dritten, umgearbeiteten Auflage von 1910), ISBN 978-3-924973-26-1
- Erich Keyser (Hrsg.): Badisches Städtebuch, Band IV – 2. Teilband aus: Deutsches Städtebuch. Handbuch städtischer Geschichte – Im Auftrage der Arb.gem. der historischen Kommissionen Städtetag-Städtebund-Gemeindetages, Stuttgart 1959
- Staatl. Archivverwaltung Baden-Württemberg in Verbindung mit d. Städten u.d. Landkreisen Heidelberg u. Mannheim (Hrsg.):  Die Stadt- und die Landkreise Heidelberg und Mannheim: Amtliche Kreisbeschreibung.
  - Bd 1: Allgemeiner Teil. Karlsruhe 1966
  - Bd 2: Die Stadt Heidelberg und die Gemeinden des Landkreises Heidelberg. Karlsruhe 1968
- Landesarchivdirektion Baden-Württemberg (Hrsg.) – Das Land Baden-Württemberg – Amtliche Beschreibung nach Kreisen und Gemeinden, (in acht Bänden). Band V: Regierungsbezirk Karlsruhe, Stuttgart 1976, ISBN 3-17-002542-2

### 特定のテーマに関する文献
- Reinhard Blomert: Intellektuelle im Aufbruch: Karl Mannheim, Alfred Weber, Norbert Elias und die Heidelberger Sozialwissenschaften der Zwischenkriegszeit, München [u. a.]: Hanser, 1999
- Jens Seeling: Heidelberg – Wanderungen durch die Erdgeschichte, Frankfurt 2005, ISBN 3-938973-00-5
- Werner Pieper: Heidelberg zur Stunde Null – 1945, Grüne Kraft, Löhrbach 1986, ISBN 3-922708-11-0
- Friederike Reutter: Heidelberg 1945–1949. Zur politischen Geschichte einer Stadt in der Nachkriegszeit. Buchreihe der Stadt Heidelberg Bd. 5. Verlag Brigitte Guderjahn, Heidelberg 1994, ISBN 978-3-924973-47-6.
- Peter Blum (Hrsg.): Geschichte der Juden in Heidelberg. Buchreihe der Stadt Heidelberg Bd. 6. Verlag Brigitte Guderjahn, Heidelberg 1996, ISBN 978-3-924973-48-3.
- Markus A. Maesel (Hrsg. und Komm.): „Chronik des Barfüsser Karmelitenkloster zu Heidelberg. Ein Beytrag zur Pfälzischen Kirchengeschichte.“ Die deutsche Fassung des P. Gregor Hertwig. Verlag Regionalkultur, Ubstadt-Weiher 1998, ISBN 978-3-929366-94-5.
- Werner Pieper: Highdelberg – Zur Kulturgeschichte der Genussmittel – am Beispiel einer berauschenden Stadt. Edition Rauschkunde, Verlag Grüne Kraft, Löhrbach, ISBN 978-3-930442-44-7